# Elisabeta a II-a
Elisabeta a II-a (Elizabeth Alexandra Mary; n. 21 aprilie 1926, Greater London, Anglia, Regatul Unit – d. 8 septembrie 2022, Aberdeenshire, Scoția, Regatul Unit) a fost regina Marii Britanii și a Irlandei de Nord din 1952 până la decesul acesteia în data de 8 septembrie 2022.
Elisabeta s-a născut în Mayfair, Londra, fiind primul copil al ducelui și ducesei de York (mai târziu regele George al VI-lea și regina Elisabeta). Tatăl ei a urcat pe tron după abdicarea fratelui său, regele Eduard al VIII-lea, în 1936, moment din care ea a devenit moștenitoarea prezumtivă. A avut parte de o educație privată, acasă, și a început să își asume sarcini publice în timpul celui de-Al Doilea Război Mondial, servind în Serviciul Teritorial Auxiliar. În 1947 s-a căsătorit cu Philip, Duce de Edinburgh, un fost prinț al Greciei și Danemarcei, cu care a avut patru copii: Charles al III-lea, Anne, Prințesă Regală, Andrew, Duce de York și Edward, Conte de Wessex. A fost căsătorită cu prințul Philip timp de 73 de ani, până la moartea acestuia, la 9 aprilie 2021.
Când tatăl ei a decedat în februarie 1952, Elisabeta a devenit conducătoare a Commonwealth-ului și regină a șapte țări independente ale Commonwealth-ului: Regatul Unit, Canada, Australia, Noua Zeelandă, Africa de Sud, Pakistan și Ceylon. Ea a domnit ca monarh constituțional în vremea unor schimbări politice majore, cum ar fi decolonizarea Africii, descentralizarea puterii în Regatul Unit, aderarea Regatului Unit la Comunitățile Europene și Brexit. Printre numeroasele sale vizite și întâlniri istorice se numără o vizită de stat în Republica Irlanda și întâlniri cu cinci papi. Printre evenimentele semnificative se numără încoronarea din 1953, celebrarea Jubileului de Argint, de Aur, de Diamant și de Platină în 1977, 2002, 2012 și 2022. A fost cel mai longeviv monarh britanic, cel mai în vârstă și mai longeviv șef de stat în exercițiu și al doilea monarh suveran ca lungime a domniei din istoria lumii (după Ludovic al XIV-lea al Franței, care, însă, a domnit și ca minor). 
Elisabeta s-a confruntat ocazional cu sentimente republicane și critici de presă asupra familiei regale, în special după destrămarea căsătoriilor copiilor ei și moartea în 1997 a fostei sale nurori Diana, Prințesă de Wales. A declarat anul 1992 (marcat de probleme familiale și incendiul Castelului Windsor) drept annus horribilis. Cu toate acestea, sprijinul pentru monarhie în Regatul Unit a fost și rămâne constant ridicat, la fel ca și popularitatea ei personală.

## Primii ani

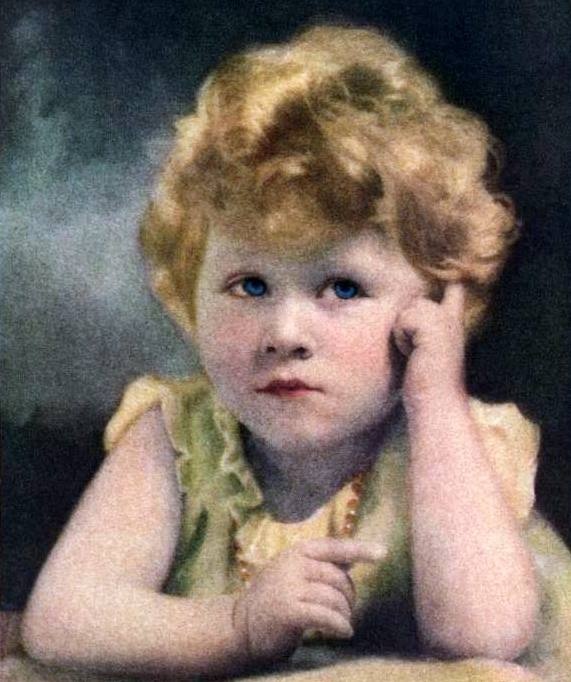
Prințesa Elizabeth la vârsta de trei ani, în 1929 pe coperta revistei Time.

Elizabeth Alexandra Mary Windsor s-a născut la Londra, la ora 02:40 (GMT), la 21 aprilie 1926, în timpul domniei bunicului său patern, regele George al V-lea. Tatăl ei, ducele de York (mai târziu regele George al VI-lea), era al doilea fiu al regelui. Mama ei, ducesa de York (mai târziu regina Elisabeta regina mamă), era fiica cea mică a aristocratului scoțian, contele de Strathmore și Kinghorne. Elizabeth s-a născut prin cezariană în casa bunicului ei matern din Londra: strada Bruton 17, Mayfair. A fost botezată de Arhiepiscopul de York în capela privată a Palatului Buckingham la 29 mai, și a fost numită Elizabeth după mama ei, Alexandra după mama lui George al V-lea, care murise cu șase luni mai devreme și Mary după bunica ei paternă. Familia o alinta cu diminutivul Lilibet fiind foarte apropiată de bunicul său, George al V-lea, pe care l-a ajutat să se refacă după boala sa din 1929, vizitele ei regulate au fost creditate în presa populară și de către biografii de mai târziu, că l-au ajutat pe rege să se recupereze.
Singura soră a Elisabetei, prințesa Margaret, s-a născut în 1930. Cele două prințese au fost educate acasă sub supravegherea mamei lor și a guvernantei, Marion Crawford. Lecțiile s-au concentrat pe istorie, limbi, literatură și muzică. Crawford a publicat în 1950 o biografie a anilor copilăriei lui Elizabeth și Margaret, intitulată „Micile prințese”, spre marea mâhnire a familiei regale. Cartea descrie dragostea lui Elizabeth pentru cai și câini, ordinea și atitudinea ei față de responsabilitate. Au avut ecou unele observații precum: Winston Churchill a descris-o pe Elizabeth când avea doi ani ca fiind „un personaj. Are un aer de autoritate și reflectivitate uimitor la un sugar”. Verișoara ei, Margaret Rhodes, a descris-o ca „o fetiță veselă, dar fundamental sensibilă și bine educată”.

## Moștenitoare prezumptivă

Portret de Philip de László, 1933

În timpul domniei bunicului ei, Elizabeth era a treia în linia de succesiune la tronul britanic, după unchiului ei Edward și tatălui ei. Deși nașterea ei a generat interes public, nu era de așteptat să devină regină, deoarece Edward era încă tânăr, urma probabil să se căsătorească și să aibă copii proprii, care ar fi precedat-o pe Elizabeth în linia de succesiune. Când bunicul ei a murit în 1936 și unchiul ei a urcat pe tron sub numele de Edward al VIII-lea, a devenit a doua în linie la tron, după tatăl ei. Mai târziu, în acel an, Edward a abdicat, după ce căsătoria propusă de el, cu Wallis Simpson, a provocat o criză constituțională. În consecință, tatăl Elisabetei a devenit rege, iar ea a devenit moștenitor prezumtiv. Dacă părinții ei ar mai fi avut un fiu, el ar fi fost moștenitor și deasupra ei în linia succesorală, care la momentul respectiv era determinată de primogenitura masculină.
Elizabeth a făcut cursuri private de istorie constituțională cu Henry Marten, vice-rector al Colegiului Eton, și a învățat franceza de la o succesiune de guvernante franțuzoaice. O companie de cercetașe a fost formată special pentru a putea socializa cu fete de vârsta ei.
În 1939, părinții Elisabetei au făcut turnee în Canada și Statele Unite. La fel ca în 1927, când au făcut turnee în Australia și Noua Zeelandă, Elizabeth a rămas în Marea Britanie, deoarece tatăl ei o considera prea tânără pentru a întreprinde turnee publice. Coresponda în mod regulat cu părinții atunci când aceștia erau plecați și a făcut primul telefon transatlantic regal la 18 mai.

### Al Doilea Război Mondial

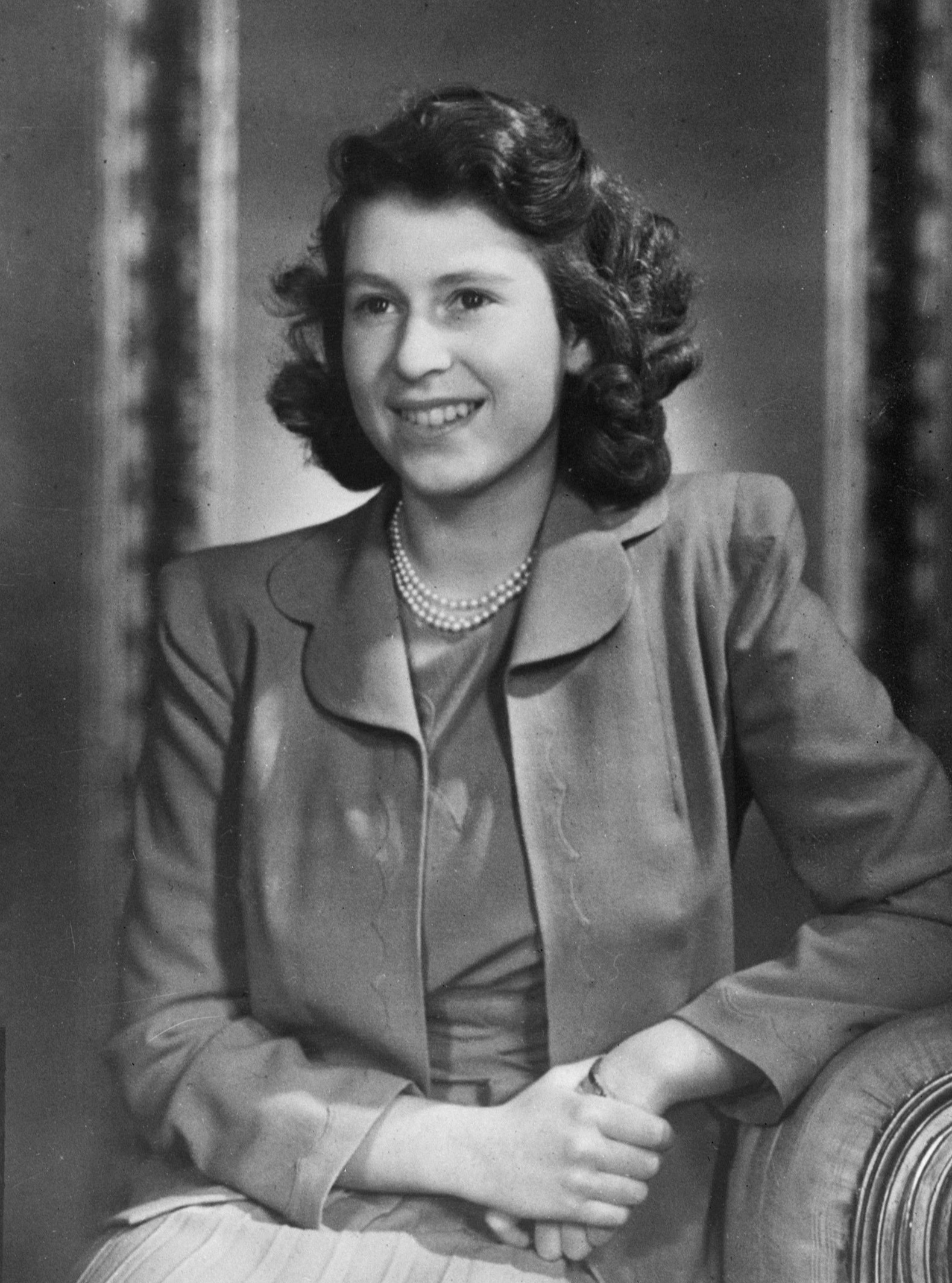
Prințesa Elizabeth în 1943

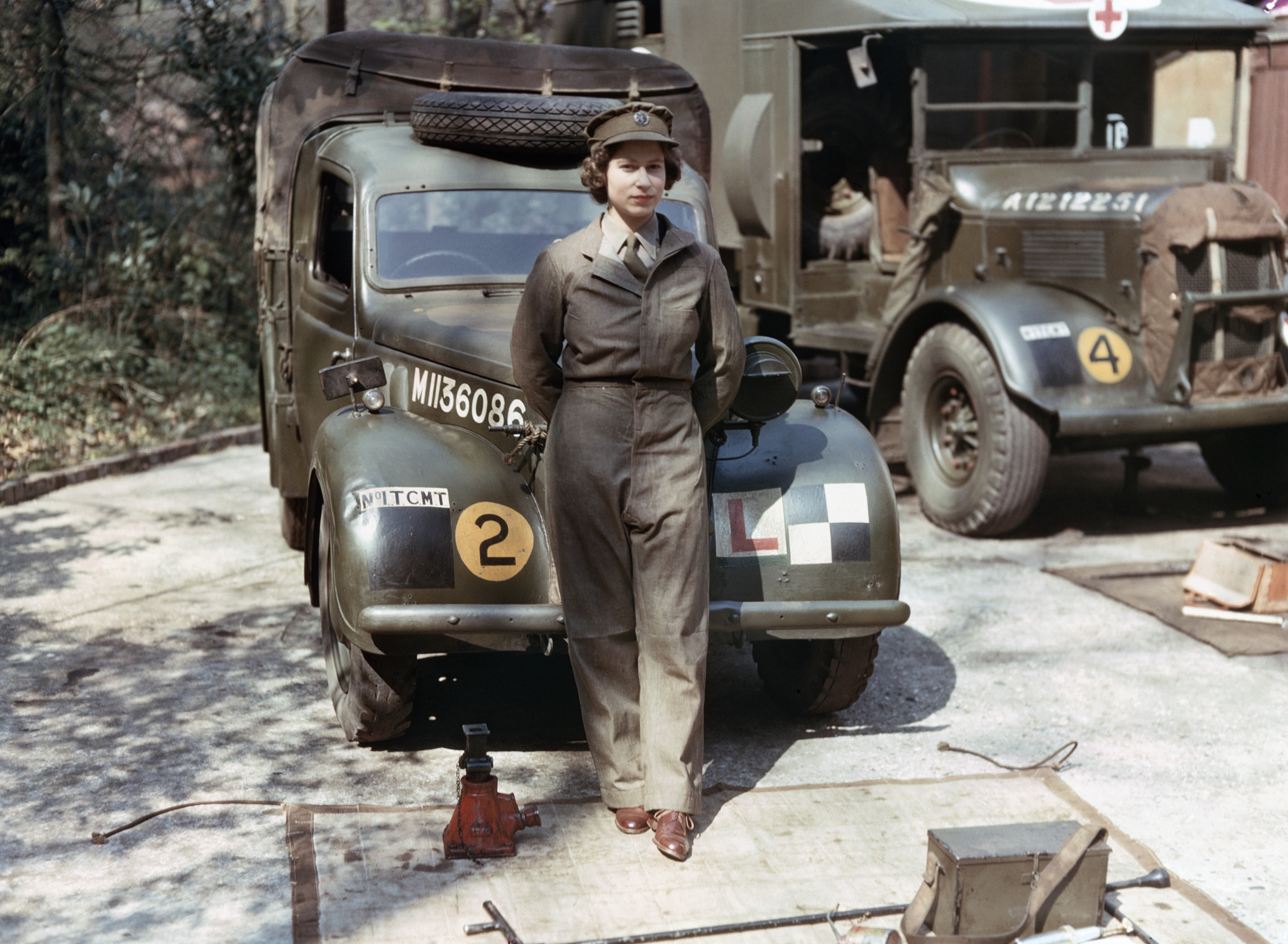
Prințesa Elizabeth în Serviciul teritorial auxiliar, 1945

În septembrie 1939, Marea Britanie a intrat în cel de-Al Doilea Război Mondial. Lordul Hailsham  a sugerat ca prințesele Elizabeth și Margaret să fie evacuate în Canada pentru a evita frecventele bombardamente aeriene. Mama lor însă a refuzat, declarând: „Copiii nu vor pleca fără mine. Eu nu-l voi părăsi pe rege. Iar regele nu va pleca niciodată”. Prințesele au rămas la Castelul Balmoral din Scoția până la Crăciunul din 1939, când s-au mutat la Sandringham House, Norfolk. Din februarie până în mai 1940, au locuit la Royal Lodge, Windsor, până la mutarea la Castelul Windsor, unde au locuit majoritatea următorilor cinci ani. La Windsor, prințesele au organizat pantomime de Crăciun în ajutorul Fondului pentru Lână a reginei, care a cumpărat fire pentru a tricota veșminte militare. În 1940, Elizabeth, în vârstă de 14 ani, a realizat prima sa emisie radio în timpul emisiunii „Ora copiilor” de la BBC, adresându-se altor copii care fuseseră evacuați din orașe. Ea a declarat: „Încercăm să facem tot ce putem pentru a ne ajuta marinarii, soldații și aviatorii noștri viteji și încercăm, de asemenea, să suportăm propria noastră parte din pericolul și tristețea războiului. Știm, fiecare dintre noi, că până la urmă totul va fi bine”.
În 1943, Elizabeth a întreprins prima ei apariție publică solo, într-o vizită la Gărzile Grenadierilor, unde fusese numită colonel anul precedent.
Pe măsură ce se apropia de vârsta de 18 ani, parlamentul a schimbat legea, astfel încât să poată acționa ca unul dintre cei cinci consilieri de stat în cazul incapacității sau absenței tatălui ei în străinătate, cum ar fi vizita sa în Italia în iulie 1944. În februarie 1945, a fost numită al doilea subaltern onorific în cadrul Serviciului teritorial auxiliar cu numărul de serviciu 230873. S-a pregătit ca mecanic și șofer și cinci luni mai târziu i s-a acordat gradul de comandant onorific junior (echivalent feminin al căpitanului la acea vreme).

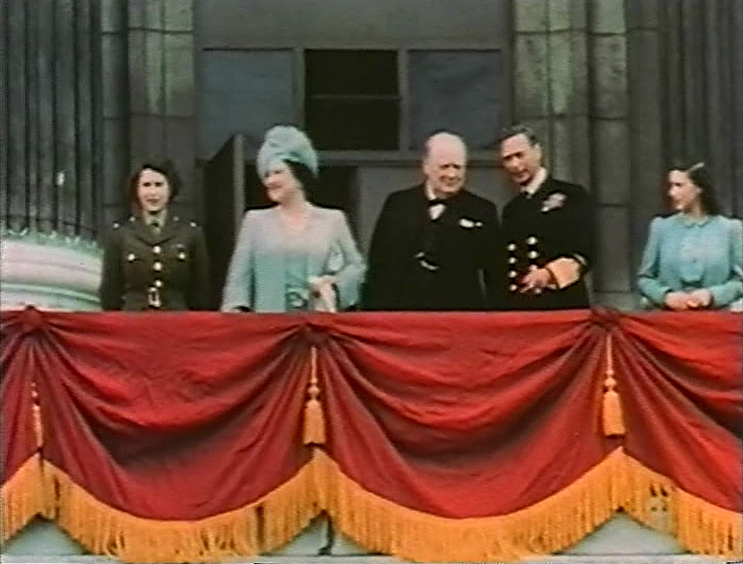
Elizabeth (extremă stânga) în balconul Palatului Buckingham împreună cu familia și Winston Churchill la 8 mai 1945, Ziua Victoriei în Europa.

La sfârșitul războiului din Europa, de Ziua Victoriei în Europa, Elizabeth și Margaret s-au amestecat anonim cu mulțimile care sărbătoreau pe străzile Londrei. Ulterior, Elizabeth a spus într-un rar interviu: „I-am întrebat pe părinții mei dacă putem ieși și să vedem singure. Îmi amintesc că eram îngrozite să fim recunoscute... Îmi amintesc linii de oameni necunoscuți care își uneau brațele și mergeau în jos pe Whitehall, noi toți fiind străbătuți de un val de fericire și ușurare”.
În timpul războiului, s-au întocmit planuri de înăbușire a naționalismului galez prin afilierea mai strânsă a Elisabetei cu Țara Galilor. Propuneri, precum numirea ei ca constable al Castelului Caernarfon sau patron al Urdd Gobaith Cymru (Liga galeză a tineretului), au fost abandonate din mai multe motive, inclusiv de teama de a o asocia pe Elizabeth cu obiectori de conștiință în Urdd într-un moment în care Marea Britanie era în război. Politicienii galezi au sugerat să fie numită Prințesă de Wales la împlinirea a 18 ani. Ministrul de interne, Herbert Morrison a susținut ideea, dar regele a respins-o, deoarece a considerat că un astfel de titlu aparține exclusiv soției unui Prinț de Wales și Prințul de Wales era  întotdeauna moștenitorul.
Prințesa Elizabeth a plecat în 1947 în primul ei turneu de peste mări, însoțindu-și părinții în sudul Africii. În timpul turneului, într-o emisiune către Commonwealth-ul britanic la ziua ei de 21 de ani, ea a făcut următoarea promisiune: „Declar în fața voastră că toată viața mea, fie ea lungă sau scurtă, va fi dedicată serviciului vostru și serviciului măreței noastre familii imperiale căreia îi aparținem cu toții”.

### Căsătoria

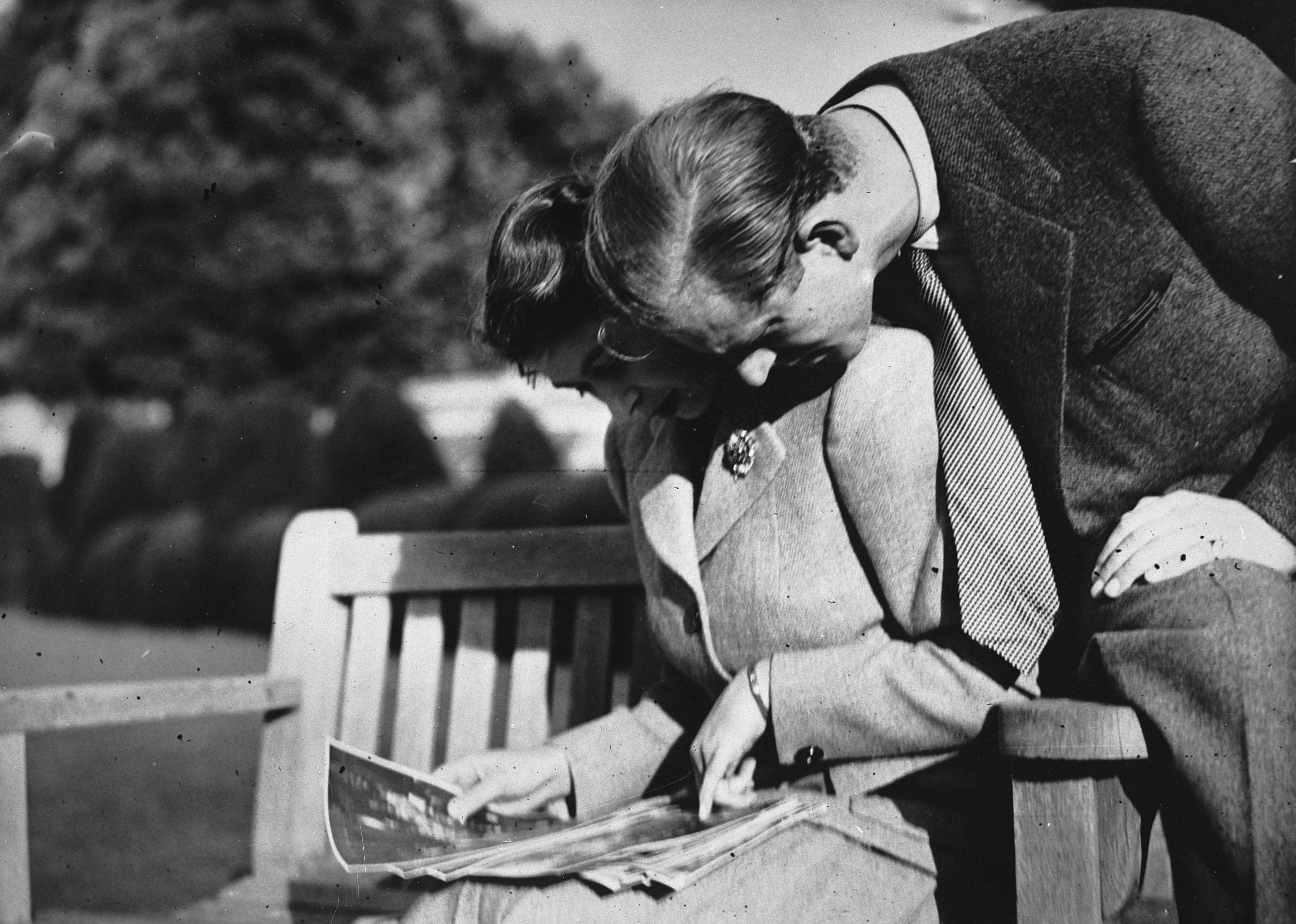
Elisabeta și Filip, 1947

Elizabeth l-a întâlnit pe viitorul ei soț, Prințul Philip al Greciei și Danemarcei, în 1934 și 1937. Erau veri îndepărtați prin regina Victoria și regele Christian al IX-lea al Danemarcei. După o altă întâlnire la Royal Naval College din Dartmouth în iulie 1939, Elizabeth — deși avea doar 13 ani — a spus că s-a îndrăgostit de Philip și au început să facă schimb de scrisori. Avea 21 de ani când logodna lor a fost anunțată oficial la 9 iulie 1947.
Logodna nu a fost lipsită de controverse; Philip nu avea nici o poziție financiară, era născut în străinătate (deși era un supus britanic care a slujit în Marina Regală de-a lungul celui de-Al Doilea Război Mondial) și avea surori care se căsătoriseră cu nobili germani cu legături naziste. Marion Crawford a scris: „Unii dintre consilierii regelui nu l-au considerat suficient de bun pentru ea. El era un prinț fără casă sau regat. Unele ziare au bătut monedă pe originea străină a lui Philip”. Biografiile ulterioare au raportat că mama Elisabetei a avut inițial rezerve cu privire la căsătorie și îl numea pe Philip drept „Hunul”. Ulterior, totuși, regina mamă i-a spus biografului Tim Heald că Philip era „un gentleman englez”.
Înainte de căsătorie, Philip a renunțat la titlurile sale grecești și daneze, s-a convertit oficial de la ortodoxia greacă la anglicanism și a adoptat stilul Lieutenant Philip Mountbatten, luând numele familiei britanice a mamei sale. Chiar înainte de nuntă, a fost numit Duce de Edinburgh și i s-a acordat stilul Alteța Sa Regală. Elizabeth și Philip s-au căsătorit la 20 noiembrie 1947 la Westminster Abbey. Au primit 2.500 de cadouri de nuntă din întreaga lume. Deoarece Marea Britanie nu se recuperase încă complet de la devastarea războiului, Elizabeth a cumpărat materialul pentru rochia ei, care a fost creată de Norman Hartnell, pe baza cupoanelor de rație. În Marea Britanie postbelică, nu era acceptabil ca relațiile germane ale lui Philip, inclusiv cele trei surori ale sale, să fie invitate la nuntă. Nici ducele de Windsor, fostul regele Eduard al VIII-lea, nu a fost invitat.
Elizabeth a născut primul ei copil, prințul Charles, la 14 noiembrie 1948. Cu o lună mai devreme, regele a emis patente regale care permitea copiilor ei să folosească stilul și titlul unui prinț sau prințesă regală, la care altfel nu ar fi fost îndreptățiți, tatăl lor nefiind prinț regal. Un al doilea copil, prințesa Anne, s-a născut în 1950.
După nunta lor, cuplul a închiriat Windlesham Moor, lângă Castelul Windsor, până în iulie 1949, când s-au stabilit la Clarence House din Londra. În diferite perioade, între 1949 și 1951, ducele de Edinburgh a fost staționat în colonia britanică a Coroanei de Malta ca ofițer al Marinei Regale. El și Elizabeth au locuit intermitent în Malta câteva luni la rând în Gwardamanġa, la Villa Guardamangia, casa închiriată a unchiului lui Philip, Lord Mountbatten. Copiii au rămas în Marea Britanie.

## Domnia

### Ascensiunea și încoronarea

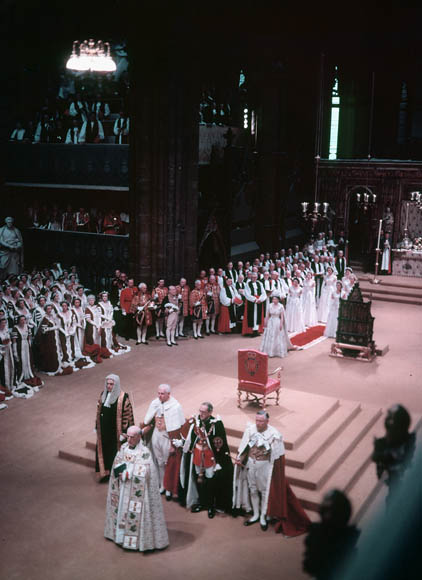
Încoronarea Elisabetei a II-a, 1953

În 1951, sănătatea lui George al VI-lea s-a deteriorat iar Elizabeth l-a însoțit frecvent la evenimentele publice. Când ea a vizitat Canada și l-a vizitat pe președintele Harry S. Truman la Washington, DC, în octombrie 1951, secretarul ei privat, Martin Charteris, ducea cu el o declarație de ascensiune în cazul în care regele ar fi murit în timp ce ea era în turneu. La începutul anului 1952, Elizabeth și Philip au plecat într-un turneu în Australia și Noua Zeelandă prin Kenya. La 6 februarie 1952, tocmai se întorseseră la casa lor kenyană, Sagana Lodge, după o noapte petrecută la hotelul Treetops, când a sosit vestea despre moartea regelui și, în consecință, a accesiunii imediate a Elisabetei la tron. Philip a dat vestea noii regine. Martin Charteris i-a cerut să aleagă un nume regal; a ales să rămână Elizabeth, „bineînțeles”. A fost proclamată regină în toate regatele și perechea regală s-a întors în grabă în Regatul Unit. Ea și ducele de Edinburgh s-au mutat la Palatul Buckingham.
Odată cu ascensiunea Elisabetei, în conformitate cu obiceiul unei soții de a lua numele de familie a soțului, se părea că noua casă regală va purta numele Ducelui de Edinburgh. Unchiul Ducelui, Lordul Mountbatten, a susținut numele de Casa de Mountbatten. Philip a sugerat Casa de Edinburgh, după titlul său ducal. Prim-ministrul britanic, Winston Churchill, și bunica Elisabetei, regina Mary, au favorizat păstrarea Casei de Windsor și astfel, la 9 aprilie 1952, Elizabeth a emis o declarație că Windsor va continua să fie numele casei regale. Ducele s-a plâns: „Sunt singurul bărbat din țară care nu are voie să-și dea numele propriilor copii”. În 1960, după moartea reginei Mary (1953) și demisia lui Churchill (1955), numele de familie Mountbatten-Windsor a fost adoptat pentru descendenții masculini care nu poartă titluri regale ai lui Philip și Elisabetei.
Pe fondul pregătirilor pentru încoronare, prințesa Margaret i-a spus surorii sale că dorește să se căsătorească cu Peter Townsend, un bărbat divorțat, cu 16 ani mai mare decât Margaret și cu doi fii din căsnicia sa anterioară. Regina le-a cerut să aștepte un an; cu cuvintele lui Charteris, „regina a fost în mod firesc înțelegătoare față de prințesă, dar cred că a crezut — spera — ca acordând timp, chestiunea va dispărea. Politicienii în vârstă s-au opus căsătoriei, iar Biserica Angliei nu permitea recăsătorirea după divorț. Dacă Margaret ar fi făcut o căsătorie civilă, era de așteptat să renunțe la dreptul de succesiune. Margaret a decis să renunțe la planurile sale cu Townsend. În 1960, s-a căsătorit cu Antony Armstrong-Jones, care a fost numit conte de Snowdon în anul următor. Au divorțat în 1978; ea nu s-a recăsătorit.
În ciuda morții reginei Mary la 24 martie, încoronarea din 2 iunie 1953 a continuat așa cum era planificat, după cum ceruse Mary înainte să moară. Ceremonia de la  Westminster Abbey, cu excepția ungerii și euharistiei, a fost televizată pentru prima dată. Rochia de încoronare a Elisabetei a fost brodată la instrucțiunile ei cu emblemele florale ale țărilor din Commonwealth: trandafirul Tudorilor englezesc, ciulinul scoțian, prazul galez, trifoiul irlandez, acacia australiană, frunza de arțar canadiană, feriga argintie din Noua Zeelandă, protea sud-africană, flori de lotus pentru India și Ceylon și grâul, bumbacul și iuta pakistaneză. 

### Evoluția continuă a Commonwealth-ului

Regatele Elisabetei (roșu deschis și roz) și teritoriile și protectoratele lor (roșu închis) la începutul domniei sale în 1952.

De la nașterea Elisabetei, Imperiul britanic și-a continuat transformarea în Comunitatea Națiunilor. La momentul ascensiunii sale în 1952, rolul ei de șef al mai multor state independente era deja stabilit. În 1953, regina și soțul ei s-au angajat într-un tur de șapte luni în întreaga lume, vizitând 13 țări și parcurgând peste 65.000 de km pe uscat, pe mare și în aer. A devenit primul monarh din Australia și Noua Zeelandă care a vizitat acele națiuni. În timpul turneului, mulțimile erau imense; se estimează că trei sferturi din populația Australiei ar fi văzut-o. De-a lungul domniei sale, regina a făcut sute de vizite de stat în alte țări și tururi ale Commonwealth-ului; este șeful de stat care a călătorit cel mai mult.
În 1956, primul ministru britanic Sir Anthony Eden și cel francez, Guy Mollet, au discutat despre posibilitatea aderării Franței la Commonwealth. Propunerea nu a fost niciodată acceptată și în anul următor Franța a semnat Tratatul de la Roma, care a instituit Comunitatea Economică Europeană, precursorul Uniunii Europene. În noiembrie 1956, Marea Britanie și Franța au invadat Egiptul într-o încercare nereușită în cele din urmă de a captura Canalul de Suez. Lord Mountbatten a susținut că regina s-a opus invaziei, deși Eden a negat-o. Eden a demisionat două luni mai târziu.

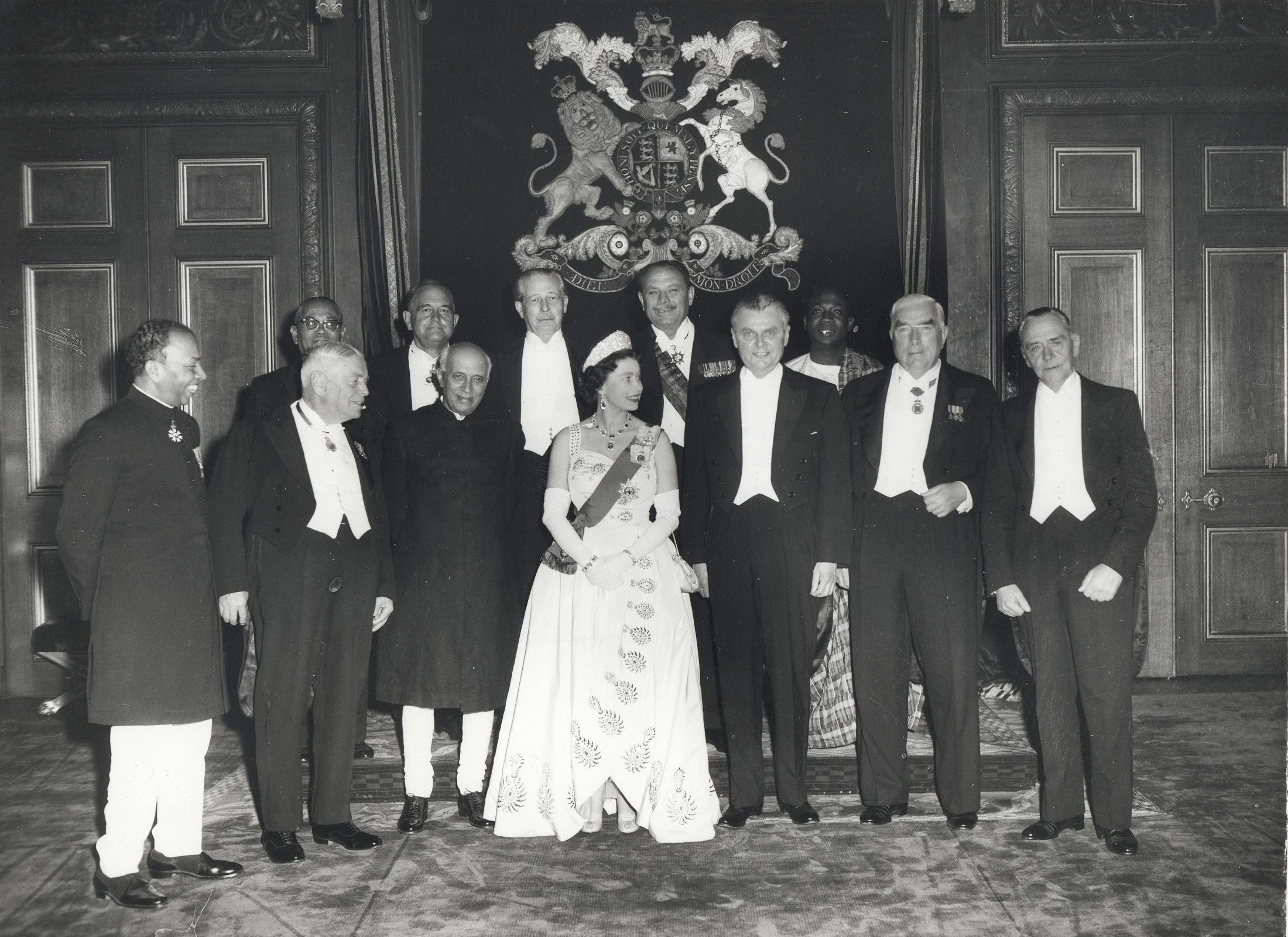
Elizabeth II și liderii Commonwealth la Conferința Commonwealth din 1960.

Absența unui mecanism formal în cadrul Partidului Conservator pentru alegerea unui lider a însemnat că, în urma demisiei lui Eden, a revenit reginei să decidă pe cine însărcinează cu formarea guvernului. Eden i-a recomandat să-l consulte pe lordul Salisbury, lordul președinte al Consiliului. Lordul Salisbury și lordul cancelar Kilmuir au consultat cabinetul britanic, pe Churchill și președintele comisiei din 1922, ceea ce a dus ca regina să numească candidatului lor recomandat: Harold Macmillan.

Criza din Suez și alegerea succesorului lui Eden au dus, în 1957, la prima critică personală majoră asupra reginei. Într-o revistă, pe care a deținut-o și a editat-o,  Lordul Altrincham a acuzat-o că „nu este informată”. Altrincham a fost denunțat de personalități publice și pălmuit de un membru al publicului, îngrozit de comentariile sale.

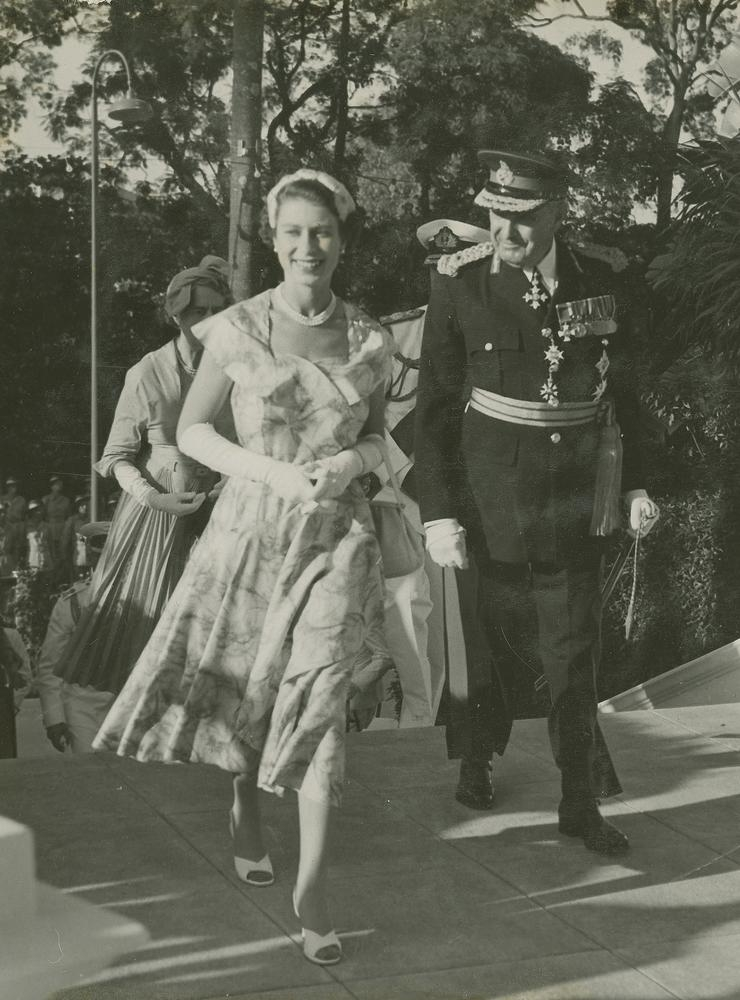
Elisabeta a II-a la Brisbane, însoțită de Sir, guvernatorul statului Queensland, în timpul vizitei din 1954

 Șase ani mai târziu, în 1963, Macmillan a demisionat și a sfătuit-o pe regină să-l numească pe contele de Home drept prim-ministru, sfat pe care regina l-a urmat. Regina a fost criticată din nou pentru numirea primului ministru la sfatul unui număr mic de miniștri sau a unui singur ministru. În 1965, conservatorii au adoptat un mecanism formal pentru alegerea unui lider, eliberând-o astfel de implicare.
În 1957 a făcut o vizită de stat în Statele Unite, unde s-a adresat Adunării Generale a Națiunilor Unite în numele Commonwealth-ului. În același tur, a deschis cel de-al 23-lea parlament canadian, devenind primul monarh al Canadei care a deschis o sesiune parlamentară. Doi ani mai târziu, exclusiv în calitatea sa de regină a Canadei, a revizitat Statele Unite și a făcut un turneu în Canada. În 1961 a făcut turnee în Cipru, India, Pakistan, Nepal și Iran. Într-o vizită în Ghana în același an, ea a respins temerile pentru siguranța ei, chiar dacă gazda ei, președintele Kwame Nkrumah, care o înlocuise ca șef de stat, era o țintă pentru asasini. Harold Macmillan a scris: „Regina a fost absolut hotărâtă tot timpul ... Are într-adevăr 'inima și stomacul unui bărbat'... Își iubește datoria și ceea ce înseamnă să fie Regină”. Înainte de turneul ei prin părți din Quebec în 1964, presa a raportat că extremiștii din cadrul mișcării separatiste din Quebec puneau la cale asasinarea Elisabetei. Nu s-a făcut nici o încercare, dar a izbucnit o revoltă în timp ce ea se afla la Montreal; s-a remarcat „calmul și curajul Reginei în fața violenței”.
Sarcinile Elisabetei cu prinții Andrew și Edward, în 1959 și 1963, marchează singurele momente în care ea nu a efectuat deschiderea de stat a parlamentului britanic în timpul domniei sale. Pe lângă efectuarea de ceremonii tradiționale, ea a instituit și noi practici. Prima sa plimbare regală, întâlnindu-se cu membri obișnuiți ai publicului, a avut loc în timpul unui turneu în Australia și Noua Zeelandă în 1970.

### Accelerarea decolonizării

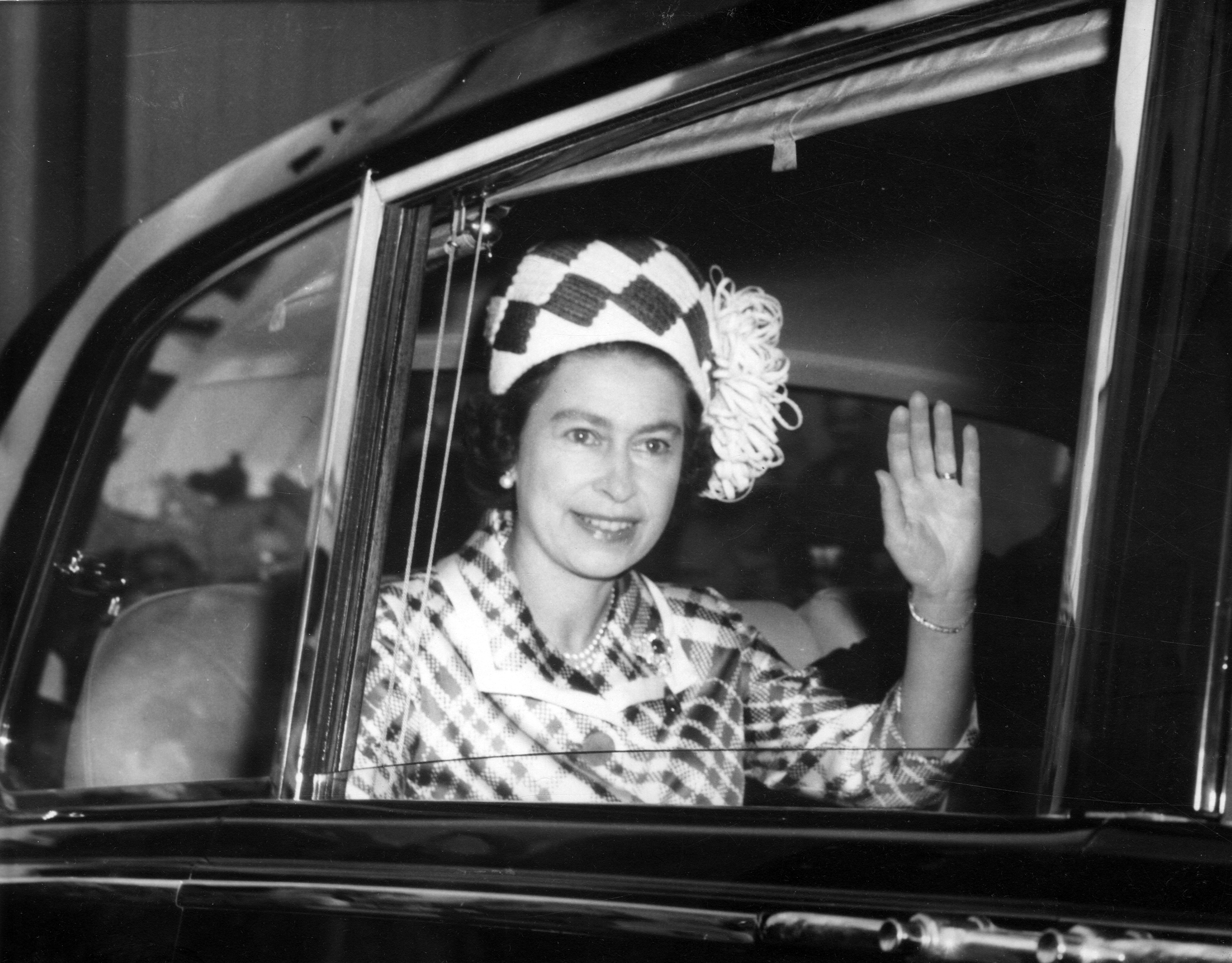
În Queensland, Australia, 1970

Anii 1960 și 1970 au cunoscut o accelerare a decolonizării Africii și Caraibelor. Peste 20 de țări au obținut independența față de Marea Britanie ca parte a unei tranziții planificate către autoguvernare. Cu toate acestea, în 1965, primul-ministrul din Rhodesia a declarat unilateral independența în timp ce a exprimat „loialitate și devotament“ Elisabetei. Deși regina l-a demis în mod oficial și comunitatea internațională a aplicat sancțiuni împotriva Rhodesiei, regimul său a supraviețuit timp de peste un deceniu. Pe măsură ce legăturile Marii Britanii cu fostul său imperiu au slăbit, guvernul britanic a căutat intrarea în Comunitatea Europeană, obiectiv pe care l-a atins în 1973.
În februarie 1974, prim-ministrul britanic, Edward Heath, a sfătuit-o pe regină să convoace alegeri generale în mijlocul turneului său la popoarele austroneziene din Pacific, cerându-i să zboare înapoi în Marea Britanie. Alegerile au avut ca rezultat un parlament suspendat; conservatorii lui Heath nu erau cel mai mare partid, dar puteau rămâne în funcție dacă formau o coaliție cu liberalii. Heath și-a dat demisia doar atunci când discuțiile privind formarea unei coaliții au eșuat, după care regina a cerut liderului opoziției, laburistul Harold Wilson, să formeze un guvern.
Un an mai târziu, la apogeul crizei constituționale australiene din 1975, prim-ministrul australian, Gough Whitlam, a fost demis din funcția sa de guvernatorul general Sir John Kerr, după ce Senatul controlat de opoziție a respins propunerile bugetare ale lui Whitlam. Întrucât Whitlam avea o majoritate în Camera Reprezentanților, purtătorul de cuvânt Gordon Scholes a făcut apel la regină să inverseze decizia lui Kerr. Ea a refuzat, spunând că nu va interveni în deciziile rezervate de Constituția Australiei Guvernatorului General. Criza a alimentat republicanismul australian. 

### Jubileul de Argint

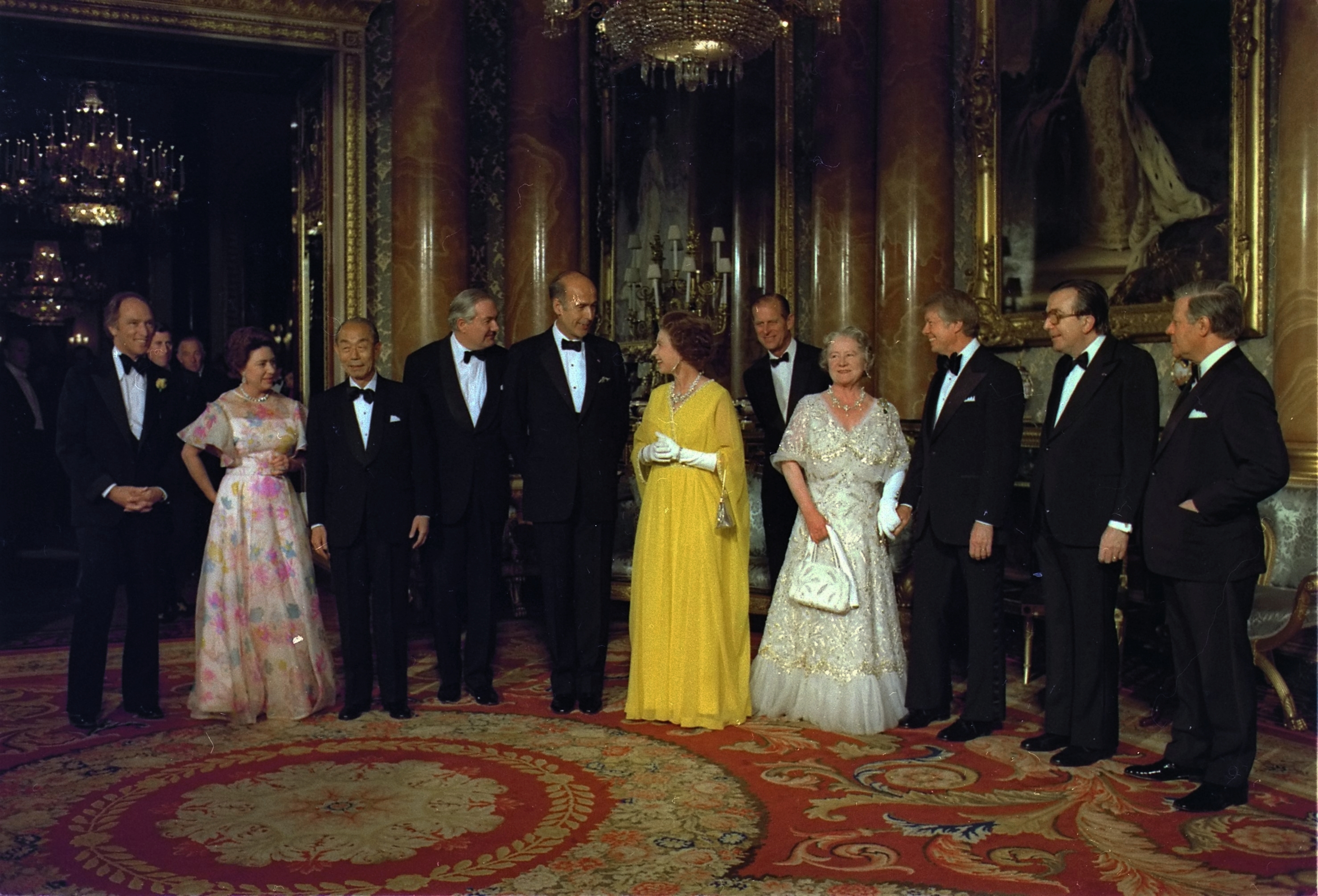
Liderii statelor G7, membrii familiei regale și Elisabeta (în centru), Londra, 1977

În 1977, Elisabeta a II-a a marcat Jubileul de Argint al ascensiunii sale. Petreceri și evenimente au avut loc pe tot teritoriul Commonwealth-ului, dintre care multe au coincis cu turneele naționale și Commonwealth asociate. Sărbătorile au reafirmat popularitatea reginei, în ciuda faptului că a coincis cu presa negativă despre separarea prințesei Margaret de soțul ei. În 1978, regina a îndurat o vizită de stat în Regatul Unit al liderului comunist al României, Nicolae Ceaușescu, și a soției sale, Elena, deși în mod privat credea că au „sânge pe mâini”. Anul următor a adus două lovituri: una a fost demascarea lui Anthony Blunt, fost "Surveyor of the Queen's Pictures", ca spion comunist; cealaltă a fost asasinarea rudei sale Lordul Mountbatten de către armata republicană provizorie irlandeză.
Potrivit lui Paul Martin Sr., până la sfârșitul anilor 1970, regina era îngrijorată că Coroana „nu avea prea mult sens” pentru Pierre Trudeau, primul ministru canadian. Tony Benn a spus că regina îl găsea pe Trudeau „mai degrabă dezamăgitor”. Presupusul republicanism al lui Trudeau părea să fie confirmat de capriciile sale, cum ar fi alunecarea în jos pe balustradele de la Palatul Buckingham, piruetele din spatele reginei în 1977 și eliminarea diverselor simboluri regale canadiene în timpul mandatului său. În 1980, politicienii canadieni trimiși la Londra pentru a discuta despre patriația constituției canadiene au găsit-o pe regină „mai bine informată...decât oricare dintre politicienii sau birocrații britanici”. Ea a fost deosebit de interesată după eșecul proiectului de lege C-60, care i-ar fi afectat rolul de șef de stat. Patriația a eliminat rolul parlamentului britanic din constituția canadiană, dar rolul monarhiei a rămas stabil. Trudeau a spus în memoriile sale că regina a favorizat încercarea sa de a reforma constituția și că a fost impresionat de „harul pe care l-a arătat în public” și „înțelepciunea pe care a arătat-o în privat”.

### Anii 1980
În timpul ceremoniei Trooping the Colour din 1981, cu șase săptămâni înainte de nunta prințului Charles și a Lady Diana Spencer, șase împușcături au fost trase din apropiere asupra reginei, în timp ce cobora pe Mall, Londra, pe calul ei, Burmese. Poliția a descoperit mai târziu că erau gloanțe oarbe. Atacatorul de 17 ani, Marcus Sarjeant, a fost condamnat la cinci ani de închisoare și eliberat după trei ani. Calmul și priceperea reginei în controlul  acestei situații au fost lăudate pe scară largă.

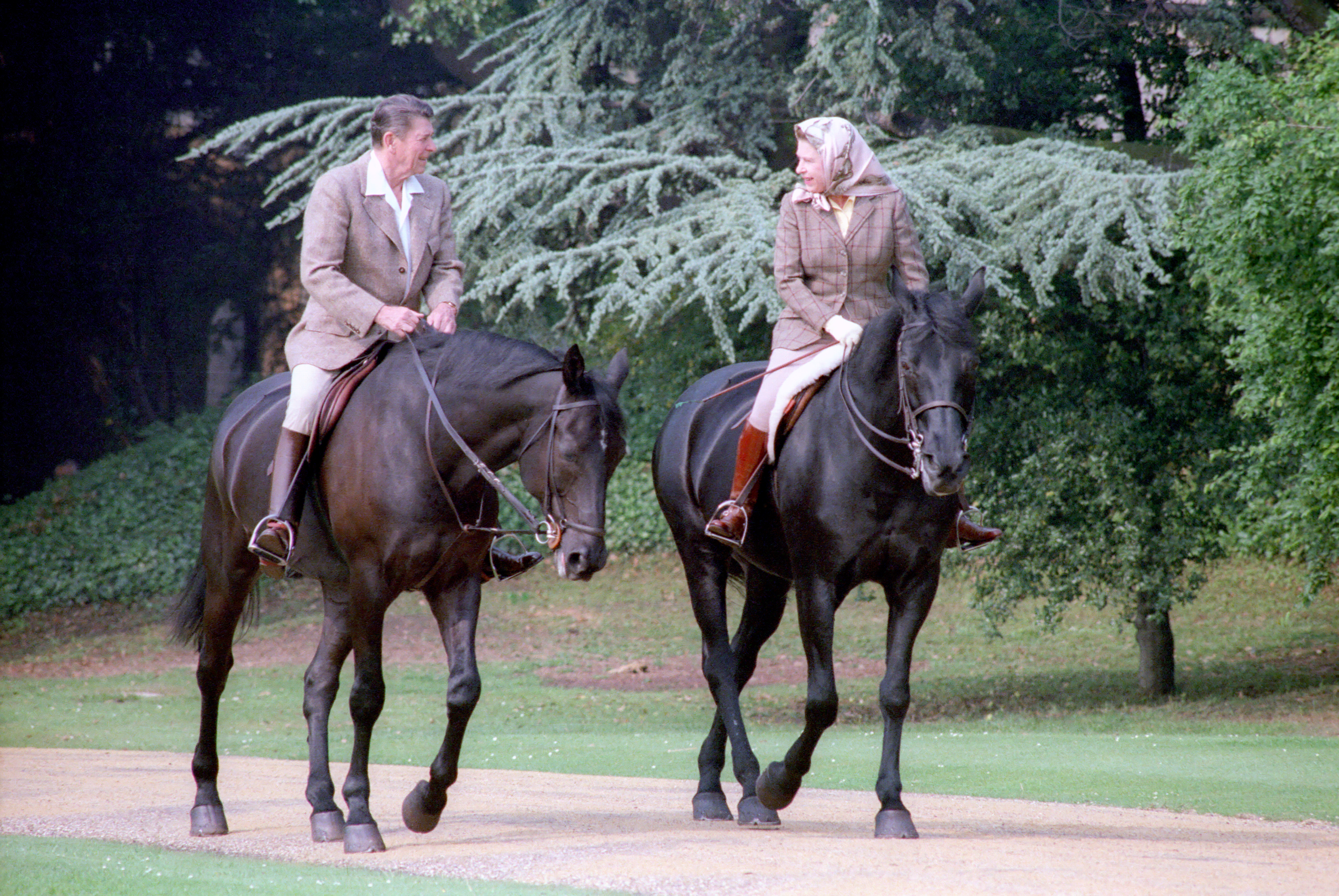
Regina călărind iapa Burmese este însoțită de președintele Ronald Reagan călare, Castelul Windsor, 1981.

Câteva luni mai târziu, în octombrie, regina a fost subiectul unui alt atac în timpul unei vizite la Dunedin, Noua Zeelandă. Documentele Serviciului de informații de securitate din Noua Zeelandă, declasificate în 2018, au dezvăluit că Christopher John Lewis, în vârstă de 17 ani, a tras cu o pușcă de la etajul cinci al unei clădiri cu vedere la paradă. Lewis a fost arestat, dar nu a fost niciodată acuzat de tentativă de crimă sau trădare și condamnat la trei ani de închisoare pentru deținerea ilegală și descărcarea unei arme de foc. La doi ani de la pedeapsa sa, el a încercat să scape din spitalul de psihiatrie pentru a-l asasina pe Charles, care vizita țara împreună cu Diana și fiul lor, Prințul William.
Din aprilie până în septembrie 1982, regina a fost îngrijorată, dar mândră de fiul ei, prințul Andrew, care slujea cu forțele britanice în timpul războiului din Falklands. La 9 iulie, s-a trezit în dormitorul ei de la Palatul Buckingham cu un intrus, Michael Fagan, în cameră cu ea. Într-o gravă lipsă de securitate, asistența a sosit doar după ce au fost făcute două apeluri la poliția Palatului. După ce l-a găzduit pe președintele american Ronald Reagan la castelul Windsor în 1982 și a vizitat ferma sa din California în 1983, regina a fost furioasă când administrația Reagan a ordonat invadarea Grenadei, unul dintre regatele sale din Caraibe, fără a o informa.

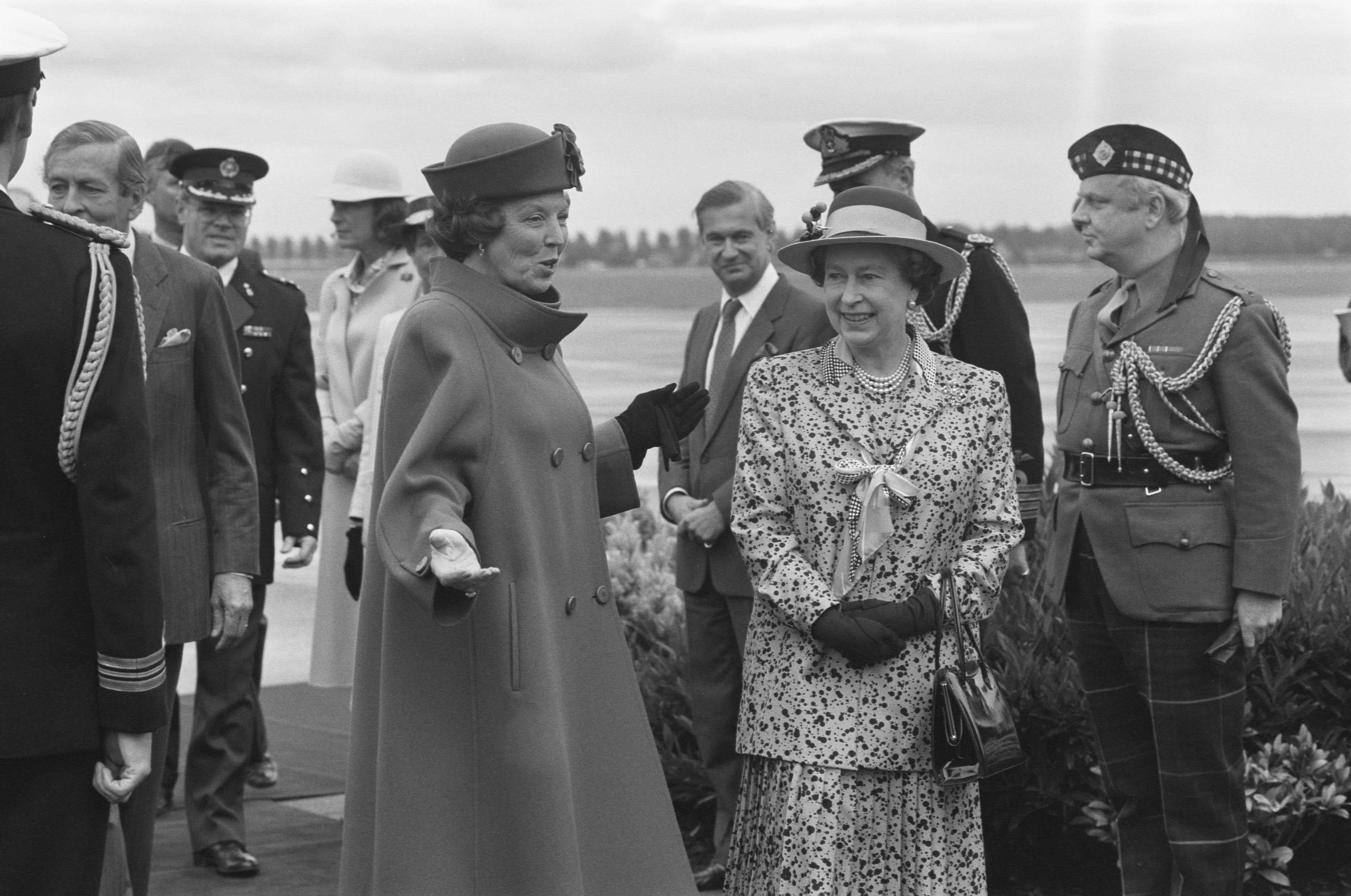
Regina Elizabeth și Regina Beatrix, 1988

Interesul intens al mass-mediei față de opiniile și viața privată a familiei regale din anii 1980 a condus la o serie de povești senzaționale în presă, nu toate fiind în întregime adevărate. Așa cum Kelvin MacKenzie, editorul publicației The Sun, a spus echipei sale: „Dați-mi duminică pentru luni o știre senzațională despre regali. Nu vă faceți griji dacă nu este adevărat – atâta timp cât nu va fi prea multă vâlvă după asta”. Donald Trelford, editorul ziarului The Observer a scris în 21 septembrie 1986: „Telenovela regală a ajuns acum la o tonalitate de interes public încât granița dintre fapt și ficțiune a fost pierdută din vedere ... nu este doar faptul că unele fițuici nu își verifică faptele sau acceptă refuzuri: nu le pasă dacă poveștile sunt adevărate sau nu”.  S-a raportat, mai ales în The Sunday Times din 20 iulie 1986, că regina era îngrijorată de faptul că politicile economice ale lui Margaret Thatcher încurajează diviziunile sociale și că este alarmată de șomajul ridicat, de o serie de revolte, de violența unei greve a minerilor și refuzul lui Thatcher de a aplica sancțiuni împotriva regimului apartheidului din Africa de Sud. Printre sursele zvonurilor se numără asistentul regal Michael Shea și secretarul general al Commonwealth-ului Shridath Ramphal, dar Shea a susținut că remarcile sale au fost scoase din context și brodate cu speculații. Thatcher a spus că regina va vota pentru Partidul Social Democrat — adversarii politici ai lui Thatcher. Biograful lui Thatcher, John Campbell, a susținut că „articolul a fost o piesă de răutate jurnalistică”. Dezmințind articolele despre acrimonia dintre ele, Thatcher și-a transmis ulterior admirația personală pentru regină, iar regina i-a acordat două onoruri — Ordinul de Merit și Ordinul Jartierei — după înlocuirea ei ca prim-ministru de către John Major. Brian Mulroney, prim-ministru canadian între 1984 și 1993, a declarat că Elizabeth a fost o „forță din culise” la încheierea apartheidului.
La sfârșitul anilor 1980, regina a devenit ținta satirei. Implicarea membrilor mai tineri ai familiei regale în spectacolul de caritate It's a Royal Knockout din 1987 a fost ridiculizată. În Canada, Elizabeth a susținut în mod public amendamente constituționale care divizează politic, provocând critici din partea oponenților asupra modificărilor propuse, inclusiv a lui Pierre Trudeau. În același an, guvernul ales din Fiji a fost îndepărtat printr-o lovitură de stat militară. În calitate de monarh al Fiji, Elizabeth a susținut încercările guvernatorului general să afirme puterea executivă și să negocieze o soluționare. Liderul loviturii de stat l-a demis pe guvernator și a declarat Fiji republică.

### Anii 1990
În 1991, în urma victoriei coaliției în Războiul din Golf, regina a devenit primul monarh britanic care a abordat o reuniune comună a Congresului Statelor Unite.

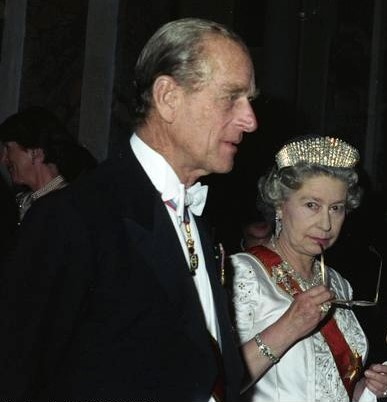
Philip și Elizabeth în Germania, octombrie 1992

Într-un discurs din 24 noiembrie 1992, pentru a-și marca Jubileul de Rubin pe tron, Elizabeth a numit anul 1992 annus horribilis. Sentimentul republican în Marea Britanie a crescut din cauza estimărilor presei asupra bogăției private a reginei — care au fost contrazise de Palat — și a rapoartelor de afaceri și a căsătoriilor tensionate în rândul familiei sale extinse. În martie, al doilea fiu al ei, prințul Andrew, și soția sa, Sarah, s-au despărțit; în aprilie, fiica ei, prințesa Anne, a divorțat de căpitanul Mark Phillips; în timpul unei vizite de stat în Germania în octombrie, manifestanții furioși din Dresda au aruncat ouă asupra ei; și, în noiembrie, a izbucnit un mare incendiu la Castelul Windsor, una dintre reședințele sale oficiale.  Monarhia a fost supusă unei critici sporite și a unei examinări publice minuțioase. Într-un discurs neobișnuit de personal, regina a spus că orice instituție trebuie să aștepte critici, dar a sugerat să fie făcută cu „o notă de umor, blândețe și înțelegere”. Două zile mai târziu, prim-ministrul John Major a anunțat reforme la finanțele regale planificate începând cu anul precedent, incluzând-o pe regină să plătească impozitul pe venit începând cu 1993 și o reducere a listei civile.  În decembrie, prințul Charles și soția sa, Diana, s-au separat formal. Anul s-a încheiat cu un proces, întrucât regina a dat în judecată ziarul The Sun pentru încălcarea drepturilor de autor atunci când a publicat textul mesajului ei anual de Crăciun cu două zile înainte de difuzare. Ziarul a fost obligat să plătească taxele legale și a donat 200.000 de lire sterline pentru caritate.
În anii următori, dezvăluirile publice despre starea căsătoriei lui Charles și Diana au continuat. Chiar dacă sprijinul pentru republicanism în Marea Britanie părea mai mare decât în orice moment în memoria vie, republicanismul era încă un punct de vedere minoritar, iar Regina însăși avea o clasificare înaltă în preferințele publicului. Criticile s-au concentrat asupra instituției monarhiei în sine și asupra familiei mai largi a reginei, mai degrabă decât asupra propriului ei comportament și acțiuni. În consultare cu soțul ei și cu primul ministru, John Major, precum și cu arhiepiscopul de Canterbury și cu secretarul său privat, Robert Fellowes, le-a scris lui Charles și Dianei la sfârșitul lunii decembrie 1995, spunând că divorțul este de dorit.
În august 1997, la un an după divorț, Diana a murit într-un accident de mașină la Paris. Regina era în vacanță cu familia ei extinsă la Balmoral. Cei doi fii ai Dianei cu Charles — prinții William și Harry — au vrut să meargă la slujba de la biserică, așa că regina și ducele de Edinburgh i-au luat în acea dimineață. Ulterior, timp de cinci zile, Regina și Ducele și-au protejat nepoții de interesul intens al presei ținându-i la Balmoral, unde puteau plânge în privat, însă izolarea familiei regale și faptul că nu s-a arborat drapelul în bernă la  Palatul Buckingham au provocat consternare publică. Presată de reacția ostilă, regina a fost de acord să se întoarcă la Londra și să transmită o declarație de televiziune în direct, la 5 septembrie, cu o zi înainte de înmormântarea Dianei. În declarație, ea și-a exprimat admirația pentru Diana și sentimentele sale „ca bunică” pentru cei doi prinți. Ca urmare, o mare parte din ostilitatea publică s-a evaporat.
În noiembrie 1997, regina și soțul ei au ținut o recepție la Banqueting House pentru a marca aniversarea căsătoriei de aur. Ea a ținut un discurs și l-a lăudat pe Philip pentru rolul său de consort, referindu-se la el ca „puterea și sursa mea de stabilitate”.

### Jubileul de Aur

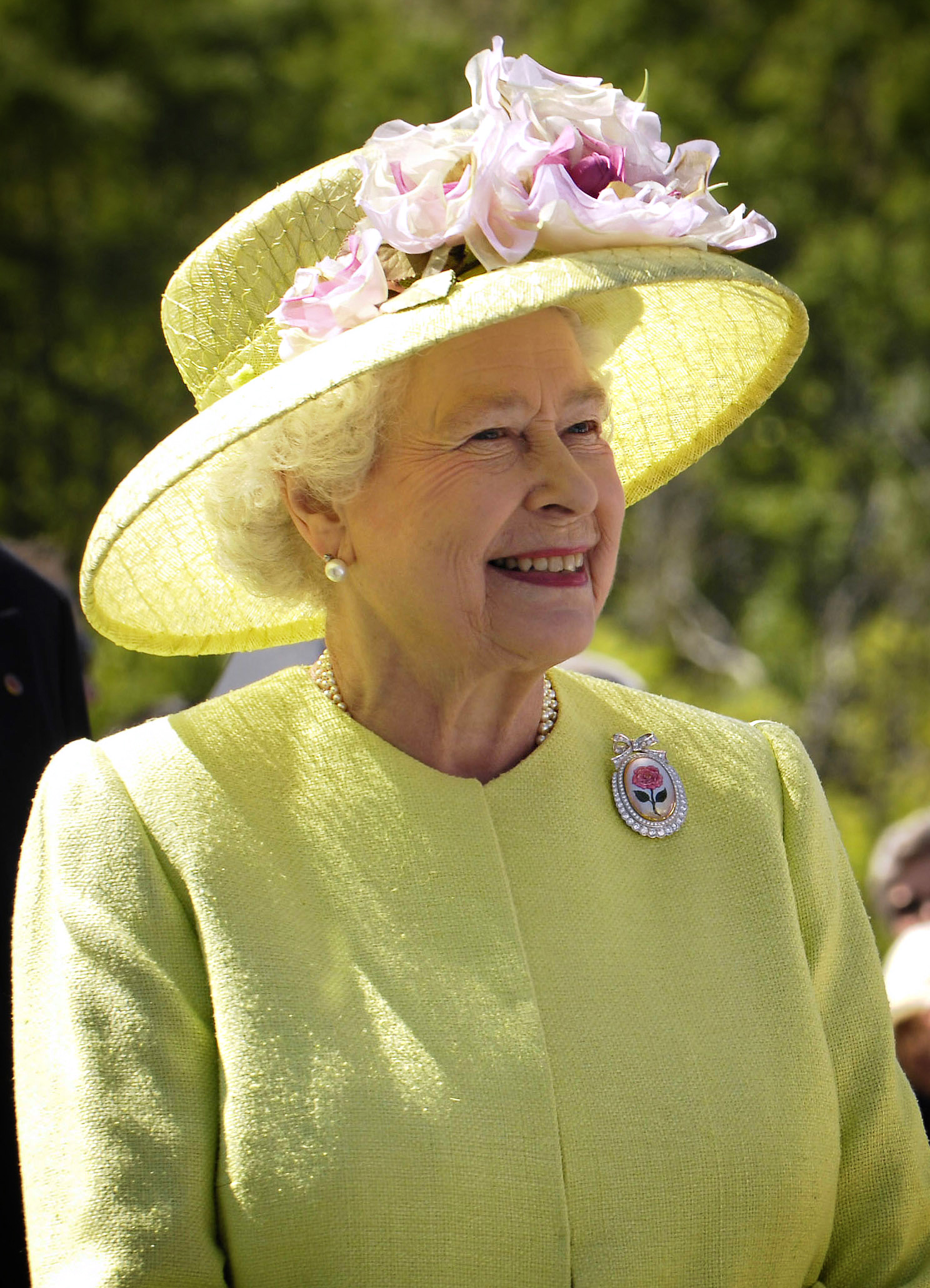
Salutând angajații NASA de la Goddard Space Flight Center, Maryland, mai 2007

În 2002, Elizabeth și-a marcat Jubileul de Aur. Sora și mama ei au murit în februarie și, respectiv, martie, iar mass-media a speculat dacă Jubileul va fi un succes sau un eșec. Ea a întreprins din nou un tur extins în regatele sale, tur care a început în Jamaica în februarie, unde a numit banchetul de rămas bun „memorabil” după ce o întrerupere a curentului a aruncat reședința oficială a guvernatorului general, în întuneric. La fel ca în 1977, au avut loc petreceri de stradă și evenimente festive. Un milion de oameni au participat în fiecare zi în cele trei zile de sărbătoare a jubileului de la Londra, iar entuziasmul arătat de public pentru regină a fost mai mare decât se așteptaseră mulți jurnaliști.
Deși, în general, sănătoasă pe tot parcursul vieții sale, în 2003, regina a suferit o intervenție chirurgicală la ambii genunchi. În octombrie 2006, a ratat deschiderea noului stadion Emirates din cauza unui mușchi tensionat al spatelui care o tulburase încă din vară.
În mai 2007, The Daily Telegraph, citând surse nenumite, a raportat că regina era „exasperată și frustrată” de politicile prim-ministrului britanic, Tony Blair, că era îngrijorată de faptul că Forțele Armate Britanice erau suprasolicitate în Irak și Afganistan și că ea și-a exprimat îngrijorarea cu privire la problemele rurale cu Blair. Totuși, a spus că admira eforturile lui Blair de a realiza pacea în Irlanda de Nord. A devenit primul monarh britanic care a sărbătorit aniversarea căsătoriei de diamant în noiembrie 2007. La 20 martie 2008, la Biserica Irlandei Catedrala St Patrick, Armagh, Regina a participat la primul serviciu Maundy desfășurat în afara Angliei și Țării Galilor.

### Jubileul de Diamant și longevitate
Elizabeth s-a adresat Adunării Generale a ONU pentru a doua oară în 2010, din nou în calitatea sa de Regină a tuturor regatelor Commonwealth-ului și Șef al Commonwealth-ului. Secretarul general al ONU, Ban Ki-moon, a prezentat-o ca „o ancoră pentru epoca noastră”. În timpul vizitei sale la New York, care a urmat unui turneu în Canada, a deschis oficial o grădină memorială pentru victimele britanice ale atacurilor din 11 septembrie. Vizita de 11 zile a reginei în Australia în octombrie 2011 a fost cea de-a 16-a vizită în această țară începând cu 1954. La invitația președintelui irlandez, Mary McAleese, în mai 2011 a făcut prima vizită de stat în Republica Irlanda a unui monarh britanic.

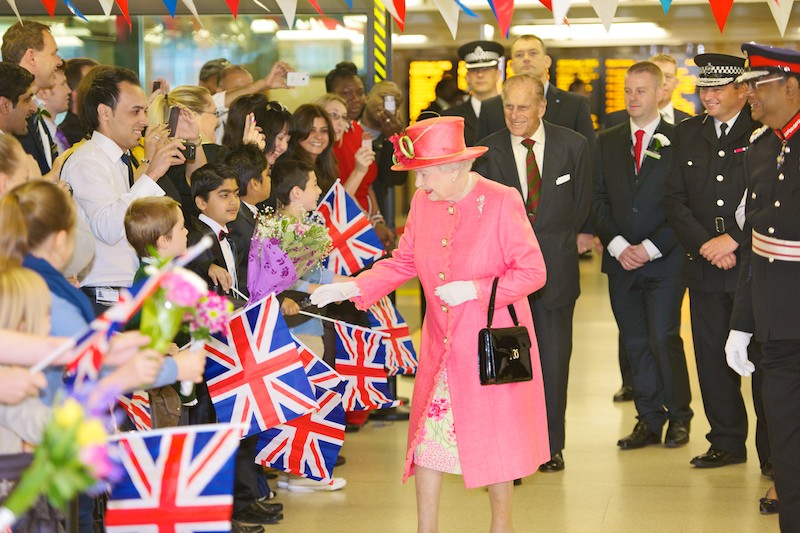
Vizitând Birmingham în iulie 2012 ca parte a turneului ei Jubileul de Diamant

Jubileul de diamant din 2012 al reginei a marcat 60 de ani pe tron, iar sărbătorile au avut loc în toate regatele ei, în Commonwealth-ul mai larg și nu numai. Într-un mesaj lansat în ziua ascensiunii, Elizabeth a scris:
„În acest an special, pe măsură ce mă dedic din nou în serviciul dumneavoastră, sper că ni se va aminti tuturor puterea de a fi împreună și puterea de a convoca familia, prietenia și bună vecinătate ... Sper, de asemenea, că acest an jubiliar va fi un timp să mulțumim pentru marile progrese realizate din 1952 și să așteptăm cu nerăbdare viitorul cu capul limpede și cu inima caldă.”
Ea și soțul ei au întreprins un turneu extins în Regatul Unit, în timp ce copiii și nepoții ei s-au angajat în turnee regale în alte state ale Commonwealth-ului în numele ei. La 4 iunie, lumini jubiliare au fost aprinse în întreaga lume. În noiembrie, regina și soțul ei au sărbătorit aniversarea nunții de safir albastru. La 18 decembrie, ea a devenit primul suveran britanic care a participat la o reuniune a cabinetului în timp de pace de la regele George al III-lea în 1781.

Regina, care a deschis Jocurile Olimpice de vară din 1976, la Montreal, a deschis și Jocurile Olimpice de Vară și Jocurile Paralimpice din 2012, la Londra, devenind primul șef de stat care a deschis două Jocuri Olimpice în două țări. Pentru Jocurile Olimpice de la Londra, a jucat într-un scurtmetraj ca parte a ceremoniei de deschidere, alături de Daniel Craig în rolul lui James Bond. La 4 aprilie 2013, a primit un BAFTA onorific pentru patronajul industriei cinematografice și a fost numită „cea mai memorabilă fată Bond din toată lumea” la ceremonia de premiere. La 3 martie 2013, Elizabeth a fost internată la spitalul regelui Edward al VII-lea ca măsură de precauție după apariția simptomelor de gastroenterită. A doua zi s-a întors la Palatul Buckingham.  O săptămână mai târziu, ea a semnat noua Cartă a Commonwealth-ului.

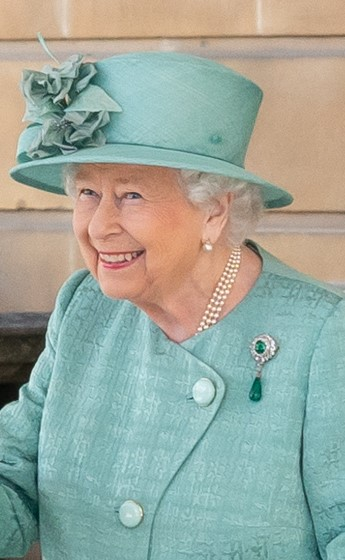
Regina Elisabeta a II-a în 2019

 Din cauza vârstei înaintate și a nevoii de a limita călătoriile, în 2013 a ales să nu participe la ședința bienală a șefilor de guvern din Commonwealth pentru prima dată în 40 de ani. Ea a fost reprezentată la summitul din Sri Lanka de prințul Charles. A fost operată de cataractă în mai 2018. În martie 2019, ea a ales să renunțe la șofatul pe drumurile publice, în mare parte ca urmare a unui accident de mașină care l-a implicat pe soțul ei cu două luni mai devreme.
Regina și-a depășit străbunica, Regina Victoria, devenind cel mai longeviv monarh britanic la 21 decembrie 2007 și monarhul britanic cu cea mai lungă domnie și șefa de stat cu cea mai îndelungată funcție din istoria lumii, la 9 septembrie 2015. Ea a devenit cel mai în vârstă monarh actual după ce regele Abdullah al Arabiei Saudite a murit la 23 ianuarie 2015. Ulterior a devenit monarhul actual cu cea mai lungă domnie și cel mai longeviv șef de stat actual după moartea regelui Thailandei la 13 octombrie 2016, și cel mai în vârstă șef de stat actual după demisia lui Robert Mugabe la 21 noiembrie 2017. La 6 februarie 2017, ea a devenit primul monarh britanic care a comemorat un Jubileu de Safir, iar la 20 noiembrie, ea a fost primul monarh britanic care a sărbătorit o aniversare a nunții de platină. Prințul Philip s-a retras din funcțiile sale oficiale în calitate de consort al reginei în august 2017.
Jubileul ei de platină a fost planificat pentru 2022  și se preconiza îl va depăși pe Ludovic al XIV-lea al Franței, monarhul cu cea mai lungă domnie al unui stat suveran din istoria lumii, la 27 mai 2024.
Regina nu intenționează să abdice, deși prințul Charles a preluat dintre îndatoririle ei pentru ca monarhul de 99 de ani să desfășoare mai puține angajamente publice. La 20 aprilie 2018, liderii guvernamentali ai Commonwealth-ului Națiunilor au anunțat că va fi succedată de Charles în calitate de șef al Commonwealth-ului. Regina a declarat că „dorința ei sinceră” este ca Charles să o urmeze în acest rol.

### Jubileul de Platină

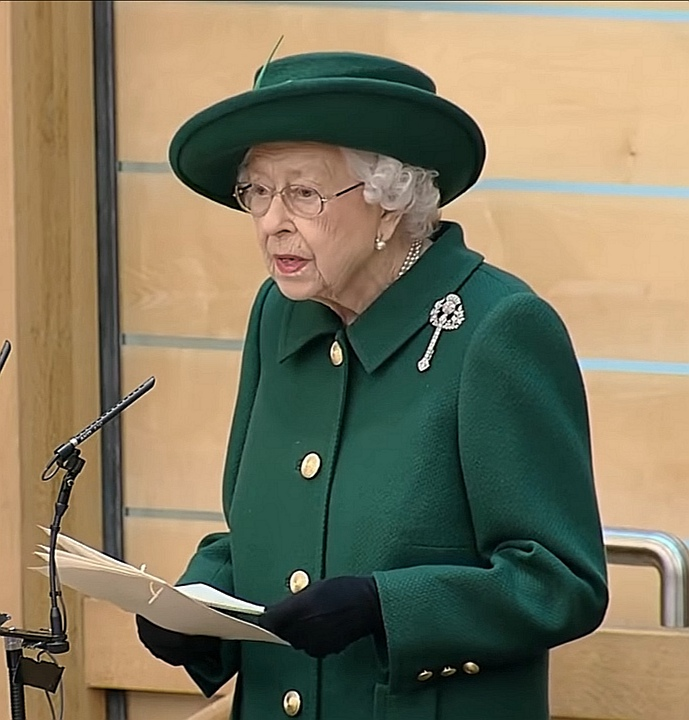
Deschiderea Parlamentului Scoției, octombrie 2021

Jubileul de Platină a început la 6 februarie 2022, marcând 70 de ani de când regina a urcat pe tron după moartea tatălui ei. Ea a ținut o recepție la Sandringham House pentru pensionari, membri locali ai Institutului pentru Femei și voluntari de caritate. În mesajul său de Ziua Aderării, Elizabeth și-a reînnoit angajamentul față de o viață în serviciu public.
Mai târziu în aceeași lună, regina a avut „simptome ușoare asemănătoare răcelii” și a fost testată pozitiv pentru COVID-19, împreună cu unii membri ai personalului și ai familiei. Ea a anulat două audiențe virtuale pe 22 februarie, dar a purtat o conversație telefonică cu prim-ministrul Boris Johnson a doua zi, pe fondul unei crize la granița ruso-ucraineană, în urma căreia a făcut o donație pentru Comitetul de urgență în caz de dezastre. La 28 februarie, s-a raportat că și-a revenit și a petrecut timp cu familia ei la Frogmore. La 7 martie, regina s-a întâlnit cu prim-ministrul canadian, Justin Trudeau, la Castelul Windsor, în prima sa implicare de la diagnosticul de COVID. Ea a remarcat mai târziu că infecția cu COVID „te lasă foarte obosit și epuizat [...] Nu este un rezultat frumos”.

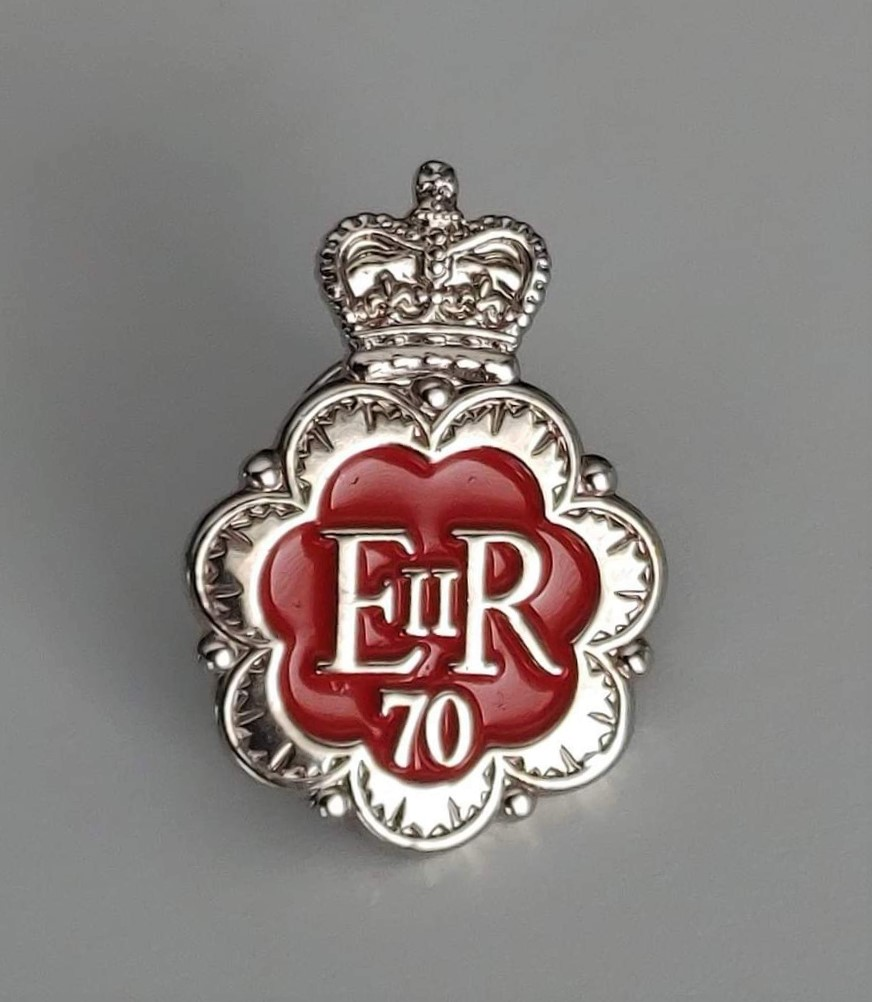
Insignă lansată de guvernul Canadei în onoarea Jubileului de Platină

Regina a fost prezentă la slujba pentru Prințul Philip la Westminster Abbey la 29 martie, dar nu a putut participa la serviciul anual de Ziua Commonwealth din acea lună sau la Serviciul Regal Maundy din aprilie. Ea a ratat deschiderea de stat a Parlamentului în mai pentru prima dată în 59 de ani. (Nu a participat în 1959 și 1963, deoarece era însărcinată cu Prințul Andrew, respectiv cu Prințul Edward). În absența ei, Parlamentul a fost deschis de Prințul de Wales și Ducele de Cambridge în calitate de Consilieri de Stat. La 17 mai, regina a deschis oficial linia Elizabeth (un serviciu de transport rapid între Londra și suburbiile sale).
În timpul sărbătorilor Jubileului de Platină, aparițiile reginei au fost în mare parte limitată la apariții în balcon și a ratat Serviciul Național de Ziua Recunoștinței. Pentru concertul care a avut loc cu ocazia Jubileului, ea a apărut într-un sketch cu Paddington Bear, care a deschis evenimentul în afara Palatului Buckingham. La 13 iunie 2022, ea a devenit al doilea monarh din istorie după lungimea domniei, dintre cei ale căror date exacte de domnie sunt cunoscute, cu 70 de ani și 127 de zile, depășindu-l pe regele Bhumibol Adulyadej al Thailandei. În septembrie 2022, ea și-a numit al 15-lea prim-ministru britanic, Liz Truss, la Castelul Balmoral din Scoția, prima dată când nu a primit un nou prim-ministru la Palatul Buckingham în timpul domniei sale.
Regina nu intenționează să abdice, deși își asumă mai puține angajamente publice în timp ce Prințul Charles și-a asumat mai multe sarcini.

## Deces

Omagii lăsate de oameni în The Mall, Londra

La 8 septembrie 2022, Palatul Buckingham a anunțat că regina se află sub supraveghere medicală la Castelul Balmoral, după ce medicii și-au exprimat îngrijorarea cu privire la sănătatea suveranei. Declarația spunea: „În urma unei evaluări suplimentare în această dimineață, medicii reginei sunt îngrijorați de sănătatea Majestății Sale și i-au recomandat să rămână sub supraveghere medicală”. Cei patru copii ai Elisabetei, împreună cu nurorile ei și nepoții Prințul William și Prințul Harry au călătorit la Balmoral. Moartea ei a fost confirmată în acea seară, la 18:30 BST, punând în mișcare Operațiunea London Bridge și, pentru că a murit în Scoția, Operațiunea Unicorn.
Elisabeta a fost primul monarh care a murit în Scoția de la Iacob al V-lea în 1542.  Cauza morții ei a fost înregistrată drept „bătrânețe”.
La 12 septembrie, sicriul Elisabetei a fost transportat pe Royal Mile într-o procesiune la Catedrala St Giles din Edinburgh, unde a fost plasată Coroana Scoției. Sicriul a rămas în catedrală timp de 24 de ore, păzit de Compania Regală a Arcașilor, timp în care aproximativ 33.000 de oameni au trecut să-și aducă omagiile. A doua zi sicriul a fost adus la Londra cu avionul. La 14 septembrie, sicriul reginei a fost dus într-o procesiune militară de la Palatul Buckingham la Westminster Hall, unde Elisabeta a stat patru zile. Se estimează că 250.000 de oameni si-au adus omagiile. La 16 septembrie, copiii Elisabetei au stat de gardă în jurul sicriului ei, iar a doua zi cei opt nepoți ai ei au făcut același lucru.
Funeraliile de stat ale Elisabetei au avut loc la Westminster Abbey la 19 septembrie, pentru prima dată când slujba funerară a unui monarh a avut loc la Abbey de la George al II-lea în 1760. Peste un milion de oameni s-au înșirat pe străzile din centrul Londrei, iar ziua a fost declarată zi liberă în mai multe țări din Commonwealth. În Windsor, a avut loc o procesiune finală care a implicat 1.000 de militari, la care au asistat 97.000 de oameni. Poneiul iubit al reginei și cei doi corgi ai monarhului au putut fi văzuți pe marginea drumului, în timp ce sicriul se îndrepta spre Castelul Windsor. După o slujbă la Capela St George de la Castelul Windsor, Elisabeta a fost înmormântată lângă soțul ei, Filip, în Capela Memorială Regele George al VI-lea mai târziu în aceeași zi, într-o ceremonie privată la care au participat cei mai apropiați membri ai familiei sale.

## Percepția publică și caracterul

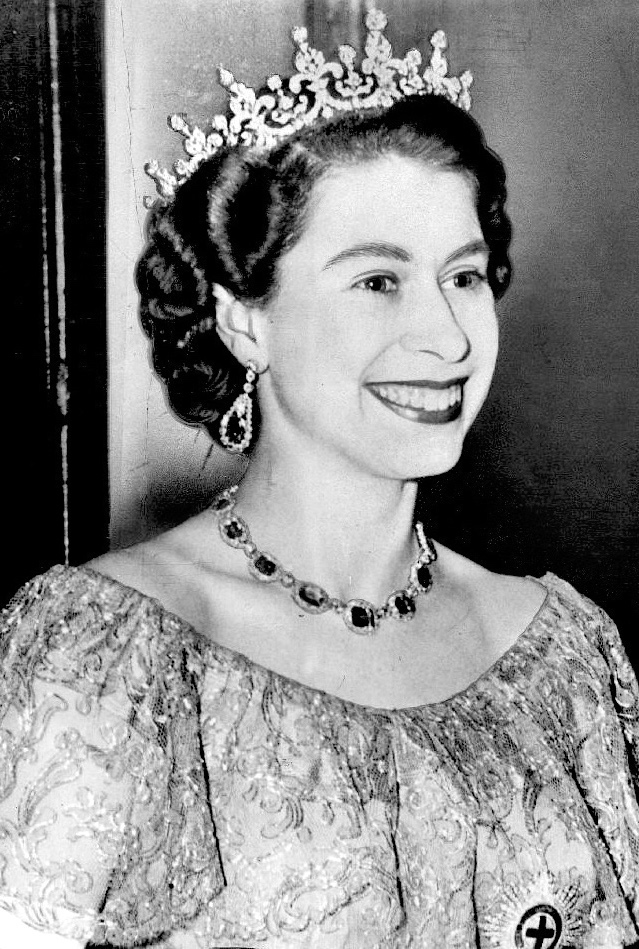
Regina Elizabeth în 1953

Întrucât Elizabeth a dat rar interviuri, nu se știu multe despre sentimentele sale personale. În calitate de monarh constituțional, ea nu și-a exprimat propriile opinii politice în public. A avut un sentiment profund al datoriei religioase și civice și își ia serios jurământul de încoronare. În afară de rolul religios oficial în calitate de Guvernator suprem al Bisericii Angliei, ea a fost membru al acestei biserici, precum și al Bisericii naționale a Scoției. O notă personală despre credința ei apare adesea în mesajul ei anual de Crăciun difuzat către Commonwealth. În 2000, ea a spus:
„Pentru mulți dintre noi, credințele noastre sunt de o importanță fundamentală. Pentru mine învățăturile lui Hristos și propria mea răspundere personală înaintea lui Dumnezeu oferă un cadru în care încerc să-mi conduc viața. Eu, ca mulți dintre voi, am primit o mare mângâiere în vremurile grele din cuvintele și exemplul lui Hristos.”
În anii 1950, ca tânără femeie la începutul domniei sale, Elizabeth a fost descrisă ca o „regină de basm” plină de farmec. După trauma celui de-Al Doilea Război Mondial, a fost o perioadă de speranță, o perioadă de progres și realizări care anunța o „nouă eră elisabetană”. Acuzația lordului Altrincham din 1957 că discursurile ei sunau ca cele ale unei „școlărițe pedante” a fost o critică extrem de rară. La sfârșitul anilor 1960, încercările de a înfățișa o imagine mai modernă a monarhiei au fost făcute în documentarul de televiziune Royal Family și prin televizarea investiturii prințului Charles în calitate de prinț de Wales. Imaginea reginei Elisabeta a II-a a fost în general favorabilă de-a lungul anilor. Conservatoare în îmbrăcăminte, a fost bine cunoscută pentru paltoanele sale de culoare uni și pălăriile potrivite care îi permit să fie văzută cu ușurință într-o mulțime.
Elizabeth a fost patronul a peste 600 de organizații caritabile. Fundația Charities Aid a estimat că Elizabeth a contribuit la strângerea a peste 1,4 miliarde de lire sterline pentru patronatele sale în timpul domniei sale. Principalele sale interese de petrecere a timpului liber includ călăria și câinii, în special Pembroke Welsh Corgis. Iubirea ei de-o viață pentru corgis a început în 1933 cu Dookie, primul corgi deținut de familia ei. Scene ale unei vieți relaxate, informale, la domiciliu au fost ocazional prezentate; ea și familia ei, din când în când, pregătesc împreună o masă și apoi spală vasele.

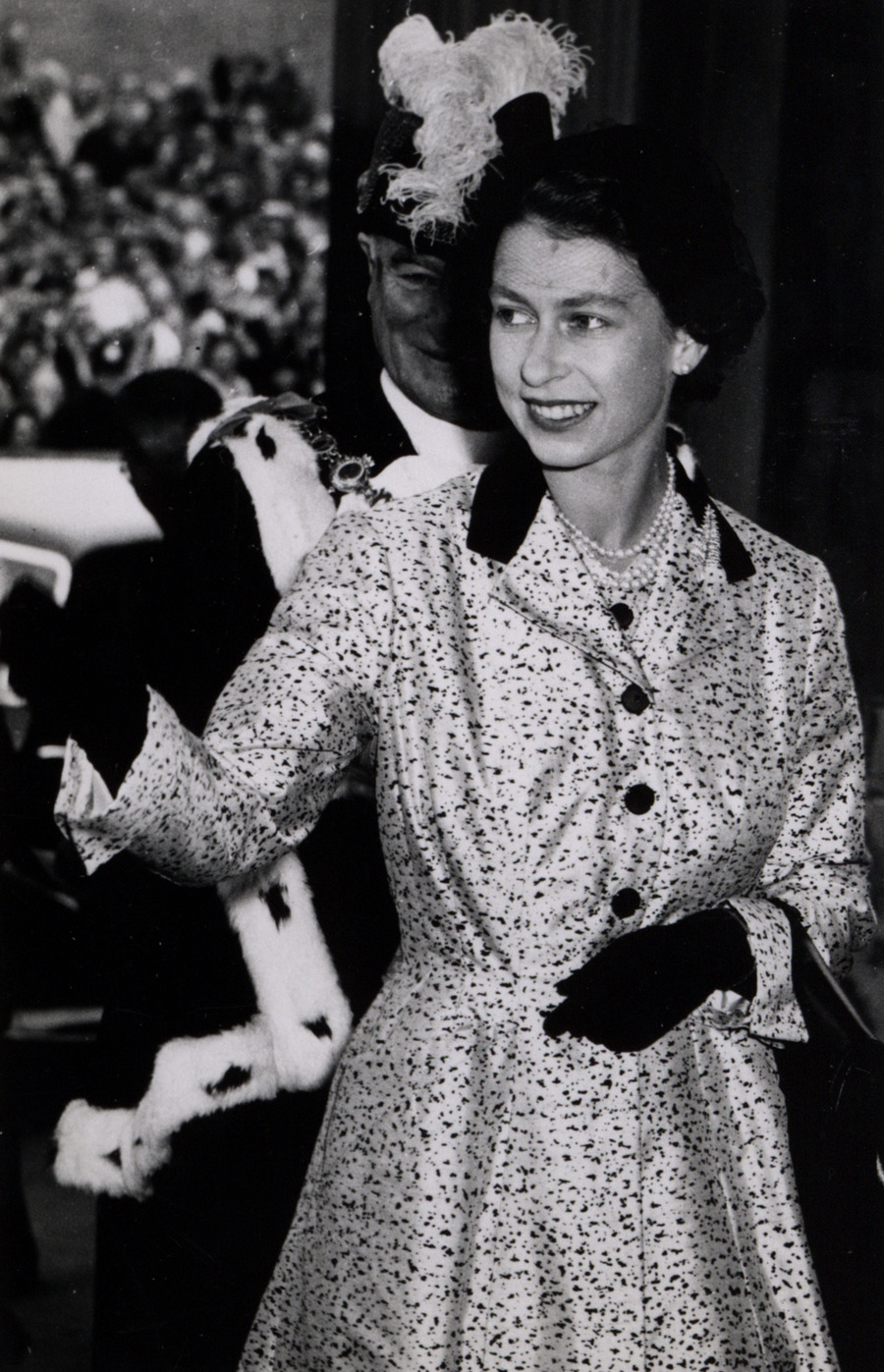
Regina Elisabeta a II-a în Noua Zeelandă, 1953

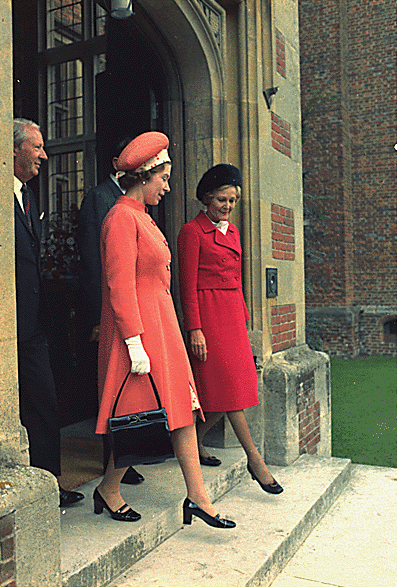
Regina Elisabeta cu prima doamnă americană Pat Nixon, 1970

Sondajele de opinie au arătat în mod regulat că Regina Elisabeta a II-a are o clasificare excelentă; în timpul Jubileului de Diamant, în 2012, Regina a avut o rată de aprobare în Regatul Unit de 90%. Potrivit unui sondaj YouGov din ianuarie 2014, Regina a fost cea mai admirată persoană din Regatul Unit cu 18,74 % dintre respondenți spunând că ea era persoana pe care o admirau cel mai mult, cu cel mai mare procent dintre toți candidații. La nivel internațional, ea a fost a 17-a în topul celor mai admirate persoane din lume. În 2002, Regina s-a clasat pe locul 24 în sondajul celor mai mari 100 de britanici. În 1997, ea și alți membri ai familiei regale au fost percepuți în presa tabloidă ca fiind reci și fără sentimente atunci când nu au participat la revărsarea durerii publicului la moartea Dianei, Prințesa de Wales.
Imaginea publică a Elisabetei s-a înmuiat în mod vizibil în ultimii ani; deși rămâne rezervată în public, a fost văzută râzând și zâmbind mult mai mult decât în anii trecuți și a vărsat lacrimi în timpul unor ocazii emoționante, cum ar fi la slujbele de Ziua Rememorării. Pictorul Henry Ward a descris portretul pe care l-a făcut reginei în 2016 ca „o regină a căldurii dar și a rezervei”.
În materie de diplomație, se știe că Elizabeth a fost destul de formală, iar protocolul regal este, în general, foarte strict. Deși unele dintre regulile tradiționale pentru tratarea monarhului au fost relaxate în timpul domniei sale (înclinarea nu mai este necesară, de exemplu, deși este încă frecvent efectuată), alte forme de interacțiune personală strânsă, cum ar fi atingerea, sunt descurajate de oficiali. Utilizarea subtilă a reginei de semnale către personalul său în anumite situații sociale a fost descrisă de jurnalistul Hugo Vickers și alții. Se spune că, răsucindu-și verigheta, ea semnalează că este pregătită pentru ca conversația sau evenimentul să se termine imediat. Plasarea genții de mână pe masă la cină înseamnă că vrea ca evenimentul să se încheie în următoarele cinci minute și, așezând-o pe podea, indică faptul că nu se bucură de conversație și vrea ca o doamnă de companie să ajute imediat.

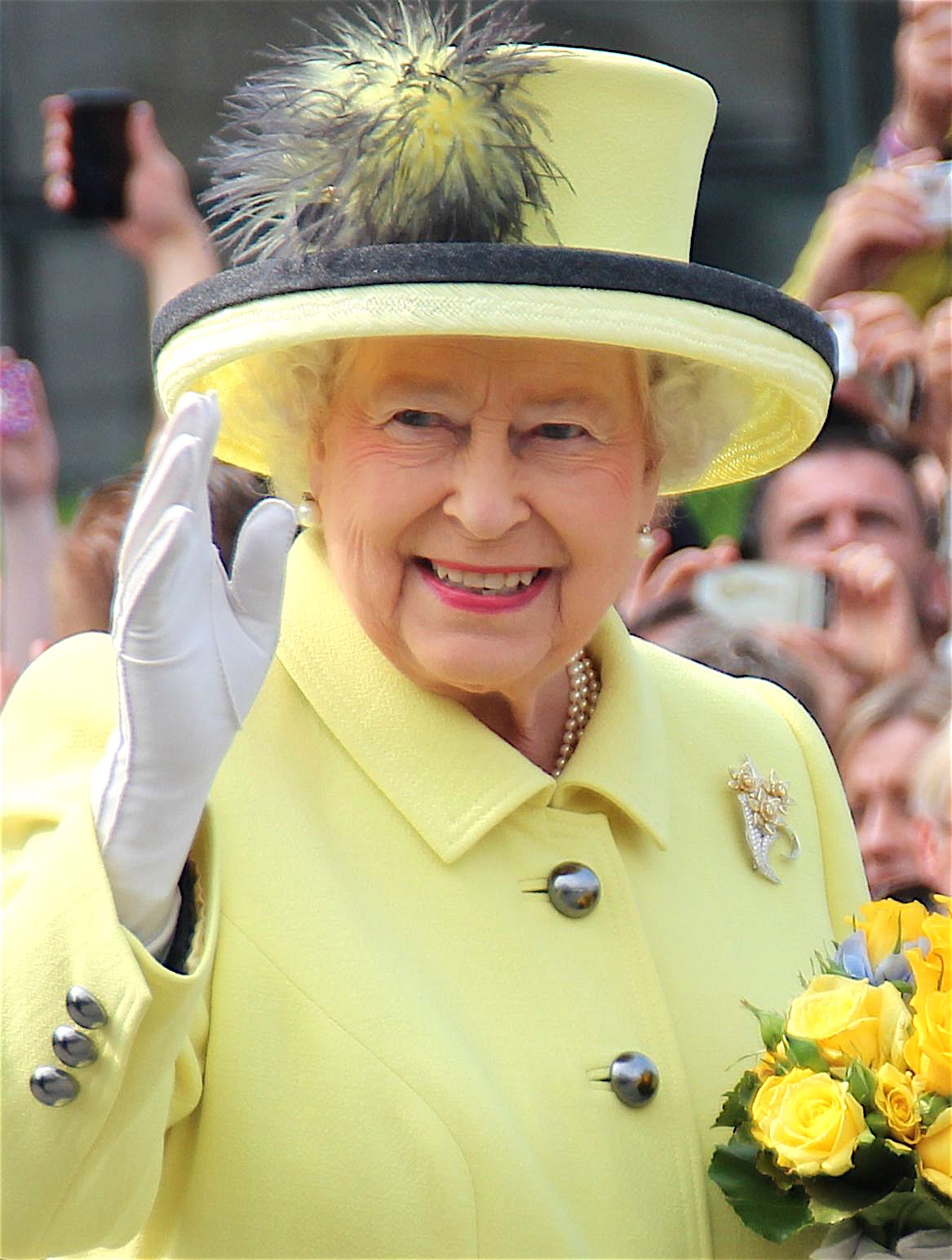
Regina Elisabeta a II-a salutând mulțimea, 2015

Regina este subiectul piesei Her Majesty prezent pe albumul Abbey Road din 1969 al Beatles; McCartney a cântat piesa la concertul Party at the Palace în timpul Jubileului de Aur al Elisabetei din 2002. Regina a fost menționată și în piesa Mean Mr. Mustard (prezentă pe Abbey Road) și în piesa lui Lennon și McCartney din 1967 Penny Lane. În 1977, The Sex Pistols a lansat God Save the Queen, care a devenit un hit controversat, inspirând mișcarea punk rock cu versurile sale care spun „Ea nu este o ființă umană” și nu a existat „nici un viitor” și care compară Anglia cu un „regim fascist”. The Smiths a lansat piesa și albumul The Queen Is Dead în 1986. Pet Shop Boys are o piesă numită Dreaming of the Queen. Regina este subiectul piesei Elizabeth My Dear, care apare pe debutul omonim al The Stone Roses. Ea este menționată în piesa Billionaire a lui Travie McCoy, unde el cântă că vrea să fie „pe coperta revistei Forbes/zâmbind lângă Oprah și Regină”.
Revista satirică britanică Private Eye a dat familiei regale porecle din clasa muncitoare, de parcă ar fi fost personaje dintr-o telenovelă. Porecla reginei Elisabeta a II-a este „Brenda”.
The Crown, o poveste biografică despre domnia reginei realizat de către Netflix, a fost lansat la nivel global la 4 noiembrie 2016. Se bazează pe o piesă premiată, The Audience, și este o dramă serial de televiziune, creat și scris de Peter Morgan și produs de Left Bank Pictures și Sony Pictures Television pentru Netflix. Serialul a primit premii ale criticii și a câștigat numeroase alte premii, inclusiv cel de actriță principală remarcabilă într-un serial dramatic pentru Claire Foy.

## Finanțe

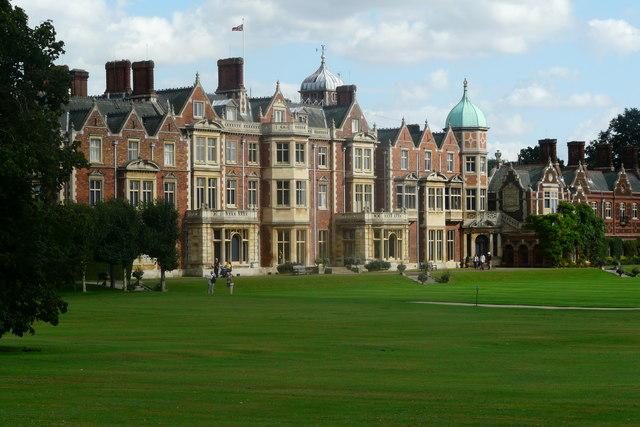
Casa Sandringham, reședința privată din Norfolk a reginei Elizabeth

Averea personală a Elisabetei a făcut obiectul unor speculații timp de mulți ani, deoarece nu există aproape nici o informație fiabilă despre aceasta. În 1971, Jock Colville, fostul ei secretar privat și director al băncii sale, Coutts, a estimat averea la 2 milioane de lire sterline (echivalentul a aproximativ 28 de milioane de lire sterline în 2019 În 1993, Palatul Buckingham a numit estimări de 100 de milioane de lire sterline „extrem de exagerate”. În 2002, a moștenit de la mama ei o moșie în valoare de aproximativ 70 de milioane de lire sterline. Sunday Times Rich List 2020 a estimat averea ei personală la 350 de milioane de lire sterline, ceea ce ar situa-o pe locul 372 în topul celor mai bogate persoane din Marea Britanie. Ea a fost numărul unu pe listă când a început Sunday Times Rich List 1989, cu o avere raportată de 5,2 miliarde de lire sterline, care a inclus active de stat ce nu erau ale ei personal, (aproximativ 13 miliarde de lire sterline la valoarea de astăzi).
Royal Collection, care include mii de opere de artă istorice și bijuteriile Coroanei britanice, nu este proprietatea personală a reginei, dar este deținută în încredere de regină, la fel ca reședințe sale oficiale, cum ar fi Palatul Buckingham și Castelul Windsor, și Ducatul Lancaster, un portofoliu imobiliar evaluat la 472 milioane de lire sterline în 2015. Casa Sandringham și Castelul Balmoral sunt deținute personal de regină. British Crown Estate – cu dețineri de 14,3 miliarde de lire sterline în 2019 – este deținut în trust de națiune și nu poate fi vândut sau deținut de ea în calitate personală.

## Titluri, onoruri și blazoane
|                                          |
| Blazonul Prințesei Elisabeta (1944–1947) |

|                                          |
| Blazonul Elisabetei, Ducesă de Edinburgh |

|                                                  |
| Blazonul Elisabetei a II-a (cu excepția Scoției) |

|                                      |
| Blazonul Elisabetei a II-a în Scoția |

|                                      |
| Blazonul Elisabetei a II-a în Canada |

## Copii
| Nume                            | Naștere           | Căsătorie                                | Căsătorie             | Copiii lor                         | Nepoții lor                                                                            |
| Nume                            | Naștere           | Dată                                     | Soț/Soție             | Copiii lor                         | Nepoții lor                                                                            |
| ------------------------------- | ----------------- | ---------------------------------------- | --------------------- | ---------------------------------- | -------------------------------------------------------------------------------------- |
| Charles al III-lea              | 14 noiembrie 1948 | 29 iulie 1981 Divorț 28 august 1996      | Lady Diana Spencer    | Prințul William, Duce de Cambridge | Prințul George de Cambridge Prințesa Charlotte de Cambridge Prințul Louis de Cambridge |
| Charles al III-lea              | 14 noiembrie 1948 | 29 iulie 1981 Divorț 28 august 1996      | Lady Diana Spencer    | Prințul Harry, Duce de Sussex      | Archie Harrison Mountbatten-Windsor Lilibet Diana Mountbatten-Windsor                  |
| Charles al III-lea              | 14 noiembrie 1948 | 9 aprilie 2005                           | Camilla Parker Bowles | N/A                                | N/A                                                                                    |
| Prințesa Anne a Marii Britanii  | 15 august 1950    | 14 noiembrie 1973 Divorț 28 aprilie 1992 | Mark Phillips         | Peter Phillips                     | Savannah Phillips Isla Phillips                                                        |
| Prințesa Anne a Marii Britanii  | 15 august 1950    | 14 noiembrie 1973 Divorț 28 aprilie 1992 | Mark Phillips         | Zara Tindall                       | Mia Tindall Lena Tindall Lucas Tindall                                                 |
| Prințesa Anne a Marii Britanii  | 15 august 1950    | 12 decembrie 1992                        | Timothy Laurence      | N/A                                | N/A                                                                                    |
| Prințul Andrew, Duce de York    | 19 februarie 1960 | 23 iulie 1986 Divorț 30 mai 1996         | Sarah Ferguson        | Prințesa Beatrice de York          | Sienna Mapelli Mozzi                                                                   |
| Prințul Andrew, Duce de York    | 19 februarie 1960 | 23 iulie 1986 Divorț 30 mai 1996         | Sarah Ferguson        | Prințesa Eugenie de York           | August Brooksbank                                                                      |
| Prințul Edward, Conte de Wessex | 10 martie 1964    | 19 iunie 1999                            | Sophie Rhys-Jones     | Lady Louise Windsor                | N/A                                                                                    |
| Prințul Edward, Conte de Wessex | 10 martie 1964    | 19 iunie 1999                            | Sophie Rhys-Jones     | James, Viconte Severn              | N/A                                                                                    |